# Mar Tirrena
La mar Tirrena (o el mar Tirrè) (en napolità i italià Mar Tirreno, en cors i sard Mare Tirrenu, en sicilià Mari Tirrenu, en francès Mer Tyrrhénienne), forma part de la mar Mediterrània. És el sector comprès entre la costa peninsular d'Itàlia (regions de Toscana, Laci, Campània i Calàbria) i les illes de Còrsega, Sardenya i Sicília.
Forma una conca on s’assoleix la màxima profunditat de la Mediterrània occidental (3.638 m), la qual s’eleva amb ràpids pendents vers les costes, on a penes presenta plataforma litoral.

## Etimologia
El nom d'aquesta part de la Mediterrània deriva del nom que donaven els grecs als etruscs, que emigraren de Lídia comandats pel príncep Tirrè. Els etruscs es van establir al llarg de la costa de l'actual Toscana i es referien a aquesta mar com a mar d'Etrúria o Tuscum mare i també Mare Inferum.

## Història

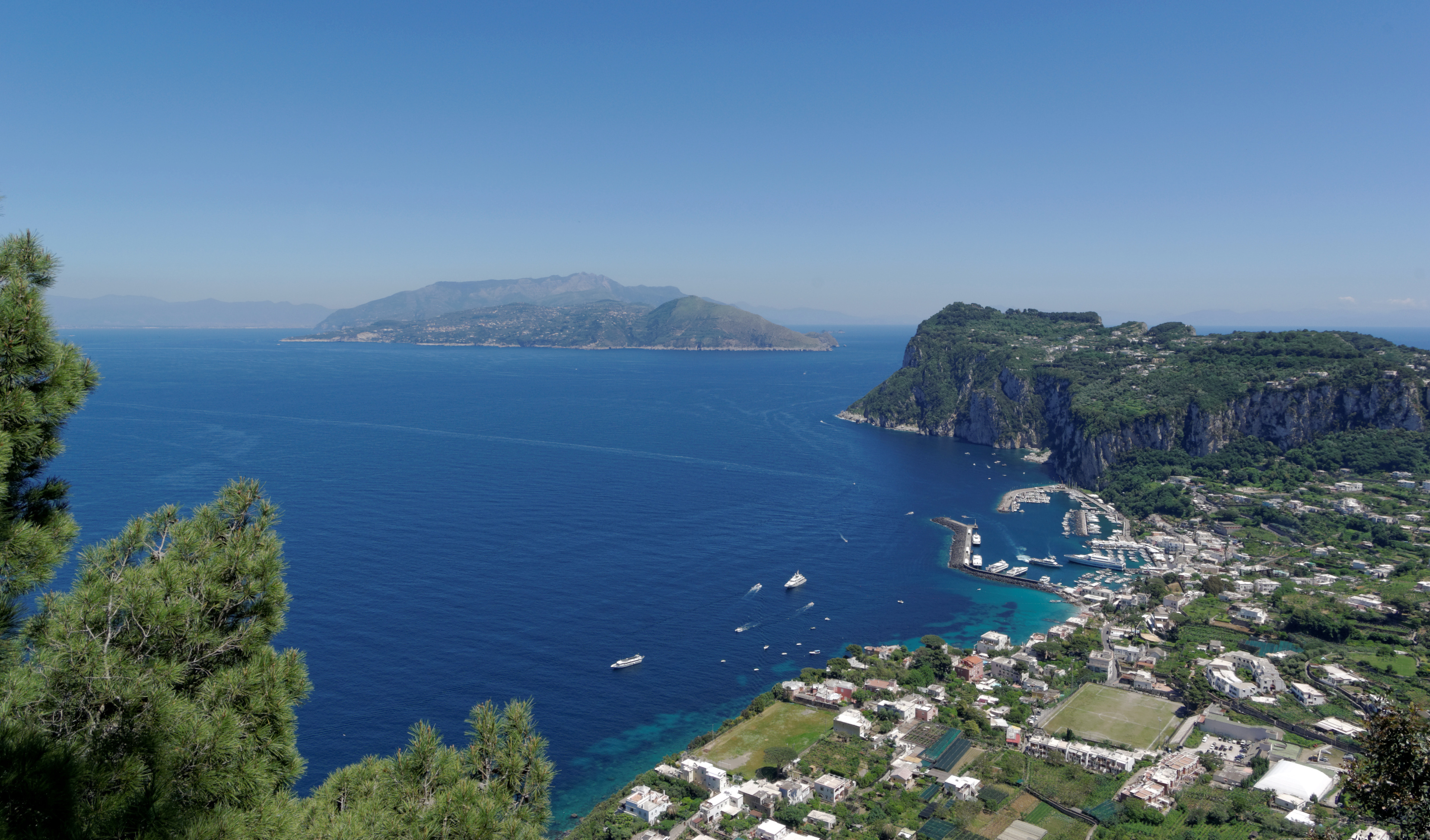
Illa de Capri, Campània

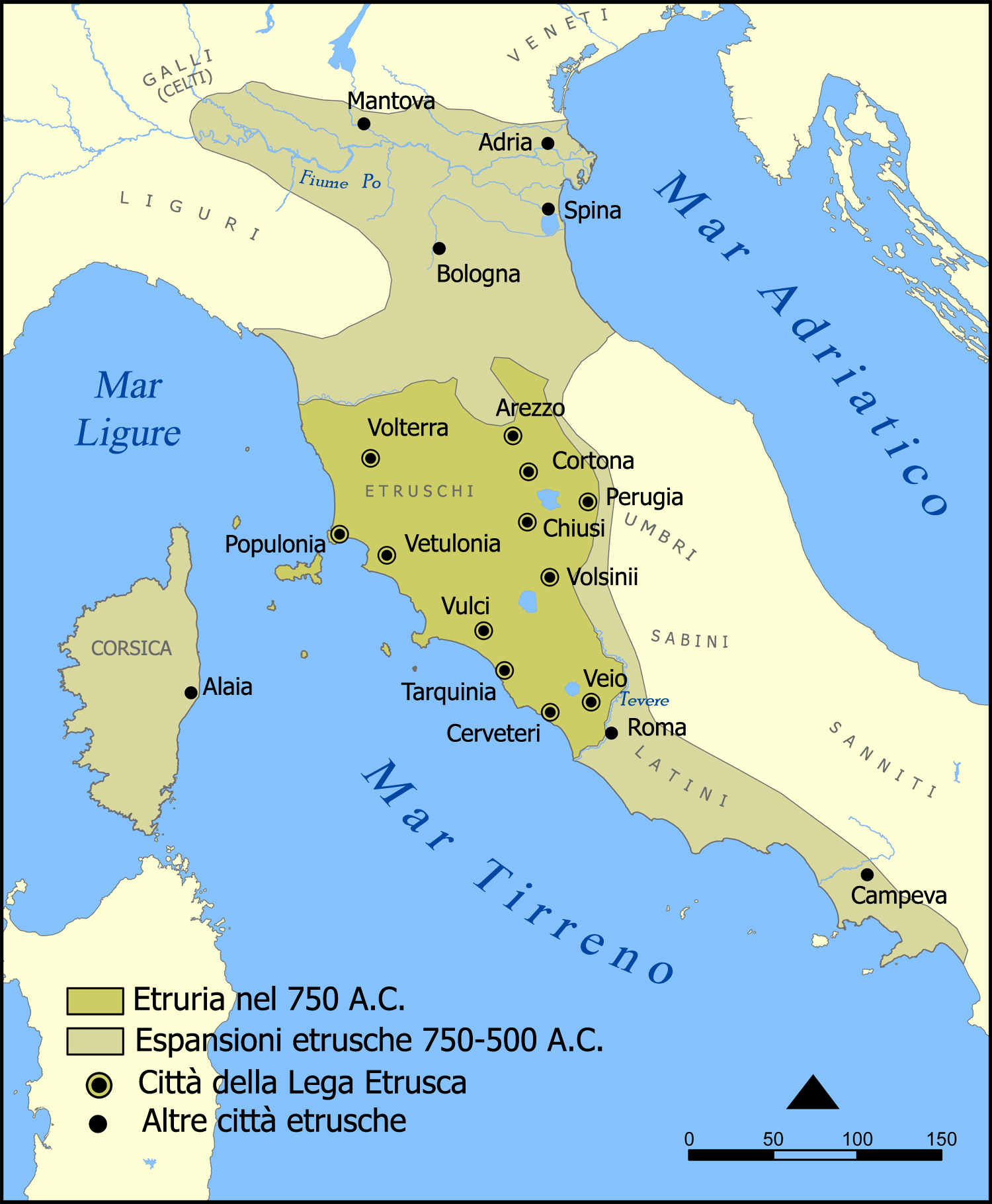
Els territoris etruscs al segle VIII a. C.

Pren el seu nom del nom dels tirrens (Tyrsenoi o Tyrrhenoi), l'etnònim amb què els grecs anomenaven els etruscs, els territoris dels quals, al segle viii aC, al nord s'estengueren fins a la desembocadura de l'Arno, a prop de Pisa, i que en els dos segles següents estengué el seu àmbit d'acció fins a la desembocadura del riu Magra a Ligúria, mentre que cap al sud s'estengueren fins a Campània, també anomenada Etrúria Campana per aquest motiu.
Les primeres referències dels tirrens en els textos dels autors grecs es troben a la Teogonia d'Hesíode (segle viii aC) i a l'himne homèric a Dionís (segles vii–vi aC).
A la Teogonia d'Hesíode:
| «                               | Circe, filla d'Hèlios fill d'Hiperió, va donar a llum amb Ulisses a Tèlegon gràcies a Afrodita. Van anar moltr molt lluny en el recés de les illes sagrades i van regnar sobre tots els il·lustres tirrens. | » |
| — Hesíode, Teogonia, 1011-1016. | |   |

A l'himne homèric a Dionís on els tirrens són retratats com a pirates:
| « | I aviat, en el sòlid vaixell, els pirates tirrens van aparèixer ràpidament al mar ombrívol: el destí fatal els va portar. | » |

Segons la llegenda de la fundació de Roma, la mar Tirrena i més precisament la costa del Laci constitueix el lloc de desembarcament d'Enees que fuig de Troia, segons informa l'Eneida de Virgili. A l'edat mitjana va ser escenari de les accions de les repúbliques marítimes de Gaeta i Amalfi. A l'època contemporània Anzio és, en canvi, l'escenari del desembarcament dels aliats durant la Segona Guerra Mundial, poc abans de l'armistici de Cassibile, i del començament de la Resistència italiana contra el feixisme.

## Geografia

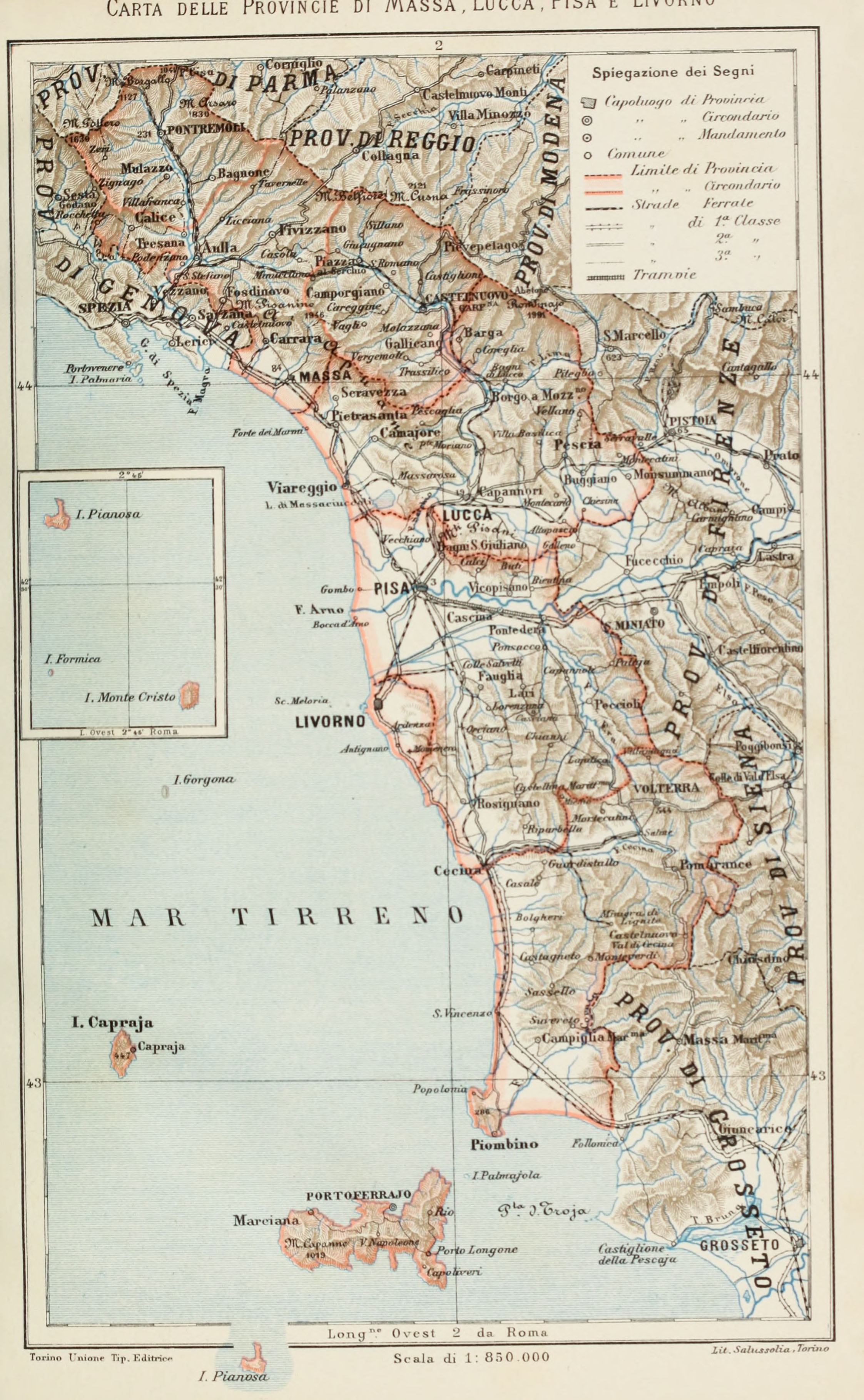
Mapa de les províncies de Massa, Lucca, Pisa i Livorno del 1896 que indica tota la costa toscana i part del mar Tirrè.

### Fronteres
Es troba entre Còrsega, Sardenya, Sicília, Calàbria, Basilicata, Campània, Laci i Toscana; està connectat amb la Mar Jònica per l'estret de Messina i està separat del Mar Lígur per l'illa d'Elba, amb el canal de Còrsega a l'oest i el canal de Piombino a l'est. Al sud i al sud-oest limita també amb els canals de Sicília i Sardenya. La frontera entre la mar Tirrena i la mar Ligúria està constituïda, doncs, per la línia imaginària que uneix Cap Cors amb l’illa d'Elba i el canal de Piombino, al llarg del paral·lel 43. Aquesta subdivisió és considerada vàlida per l’Institut hidrogràfic de la marina italiana, que utilitza majoritàriament el mar Ligur en els portolans relacionats amb la costa nord de la Toscana.

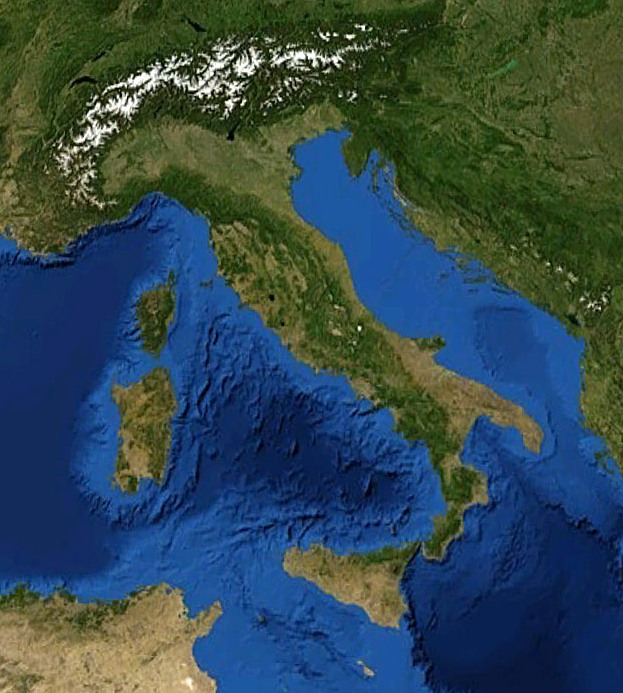

No obstant això, en percepció comuna i segons una tradició molt arrelada, preval la idea que la frontera nord entre el mar Ligúri i la mar Tirrena es troba a la desembocadura del Magra, a Ligúria, i que, per tant, tota la costa toscana s'enfronta a la Mar Tirrena. Aquesta versió tradicional de les fronteres ha comportat diverses conseqüències: prop de Pisa als anys trenta es va fundar pel règim feixista un centre balneari anomenat Tirrenia; el diari de Liorna es diu Il Tirreno, mentre que Viareggio i Castiglioncello es defineixen popularment com les perles del mar Tirrè. Tanmateix, cal tenir en compte que en els mapes del segle xix el mar que banyava la Toscana de vegades s'anomenava simplement mar de la Toscana.
L'Organització Hidrogràfica Internacional, en un document de 1953 encara vigent, adopta com a frontera la línia que uneix Cap Cors (a Còrsega) amb l'illa de Tinetto (al golf de La Spezia). Per tant, tota la costa toscana i el golf de La Spezia formarien part del mar Tirrè. Aquesta frontera s'està redefinint: la mateixa Organització va publicar l'any 1985 un esborrany del document definitiu sobre els límits dels mars que fa coincidir la frontera sud-est del mar de Ligúria amb la del Paral·lel 43° nord des de Cap Cors fins a Piombino.
La frontera entre la mar Tirrena i la resta de la mar Mediterrània està constituïda per la línia imaginària que uneix Cap Boeo a Marsala a Sicília amb Cap Teulada a Sardenya.

### Tirrena superior a inferior
La mar Tirrena es pot dividir en la mar Tirrena septentrional o superior que va des de l'Arxipèlag Toscà fins a les costes orientals de Còrsega, el nord-oest de Sardenya fins a les costes del Baix Laci, que comprèn poc menys d'1/3 de la superfície del mar i Tirrena inferior o meridional que va del baix Laci fins a les costes del nord de Sicília i el canal de Sardenya, que comprèn poc més de 2/3 de la superfície del mar.

### Característiques

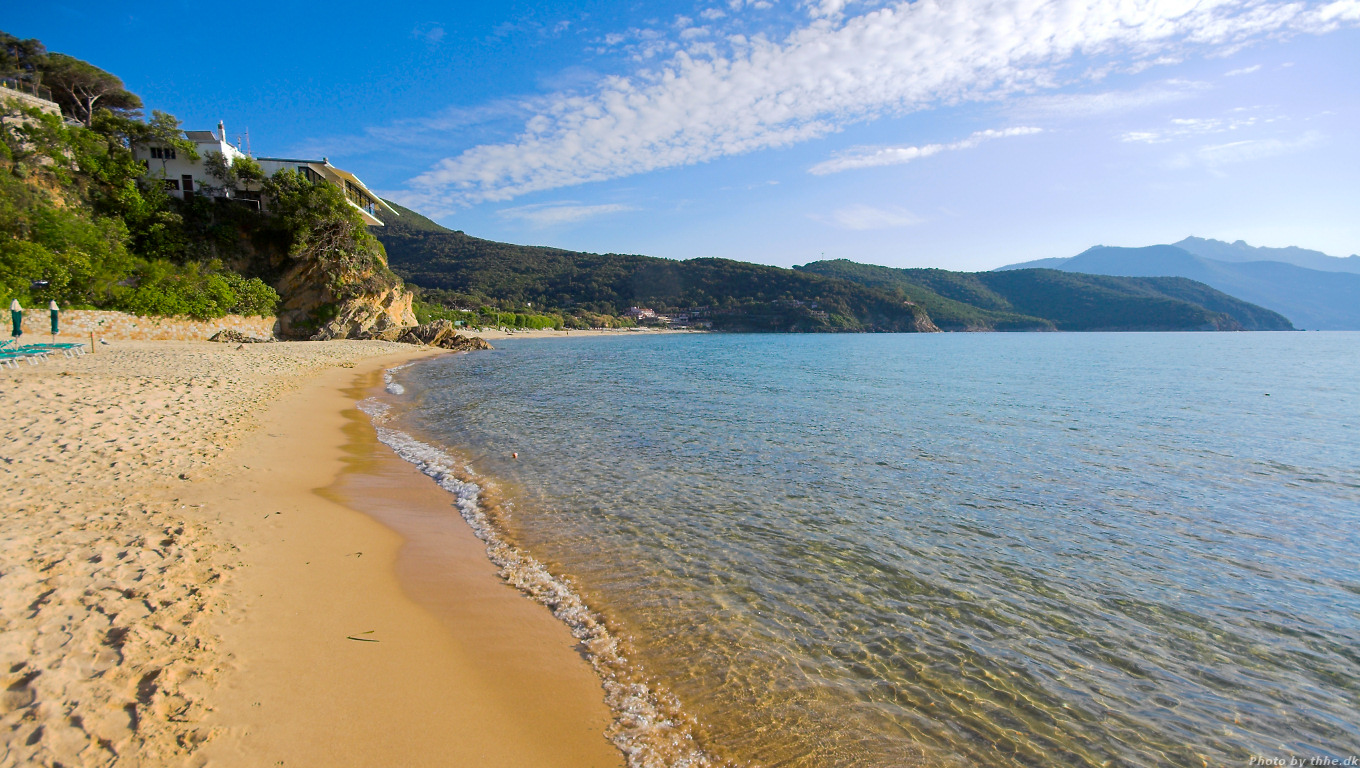
Illa d'Elba (Arxipèlag Toscà)

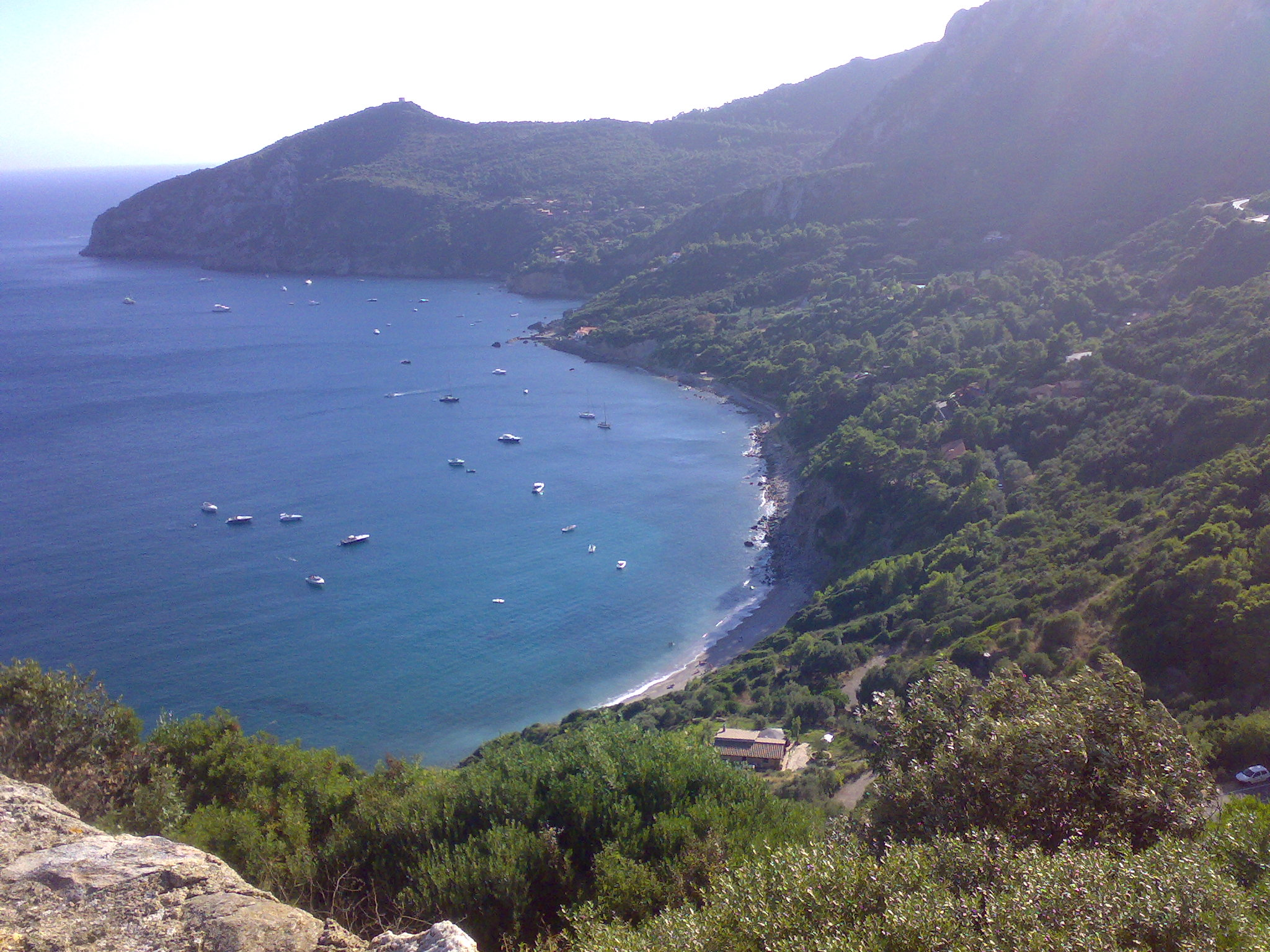
Promontori de l'Argentario

La mar Tirrena està situada prop de la falla que separa Àfrica d'Europa; com a resultat, abunden les serralades submarines i els volcans actius. Els principals rius que hi desemboquen, majoritàriament en condicions torrencials, de nord a sud, són: l'Ombrone, el Tíber, el Garigliano i el Volturno i la seva profunditat màxima és de 3.785 m en una trinxera prop de l'illa de Ponça. És un mar amb poc peix, per la qual cosa els seus ports s'utilitzen generalment per al transport de passatgers i mercaderies. Les principals són Piombino, Civitavecchia, Càller, Òlbia, Nàpols, Salern, Milazzo, Palerm, Trapani i Gioia Tauro, que és la terminal de transbordament més gran de la mar Mediterrània.

### Illes de la mar Tirrena

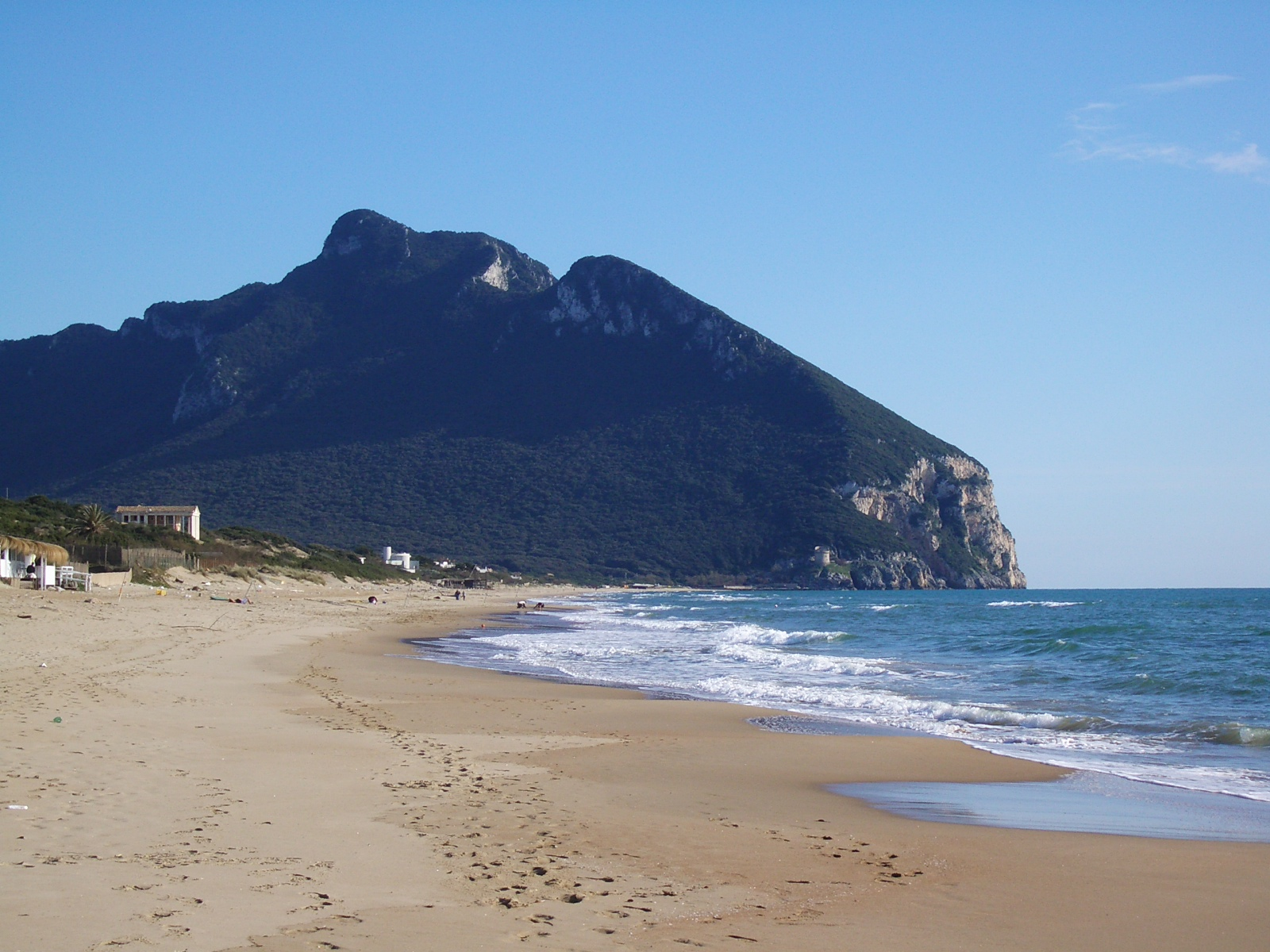
Circeo

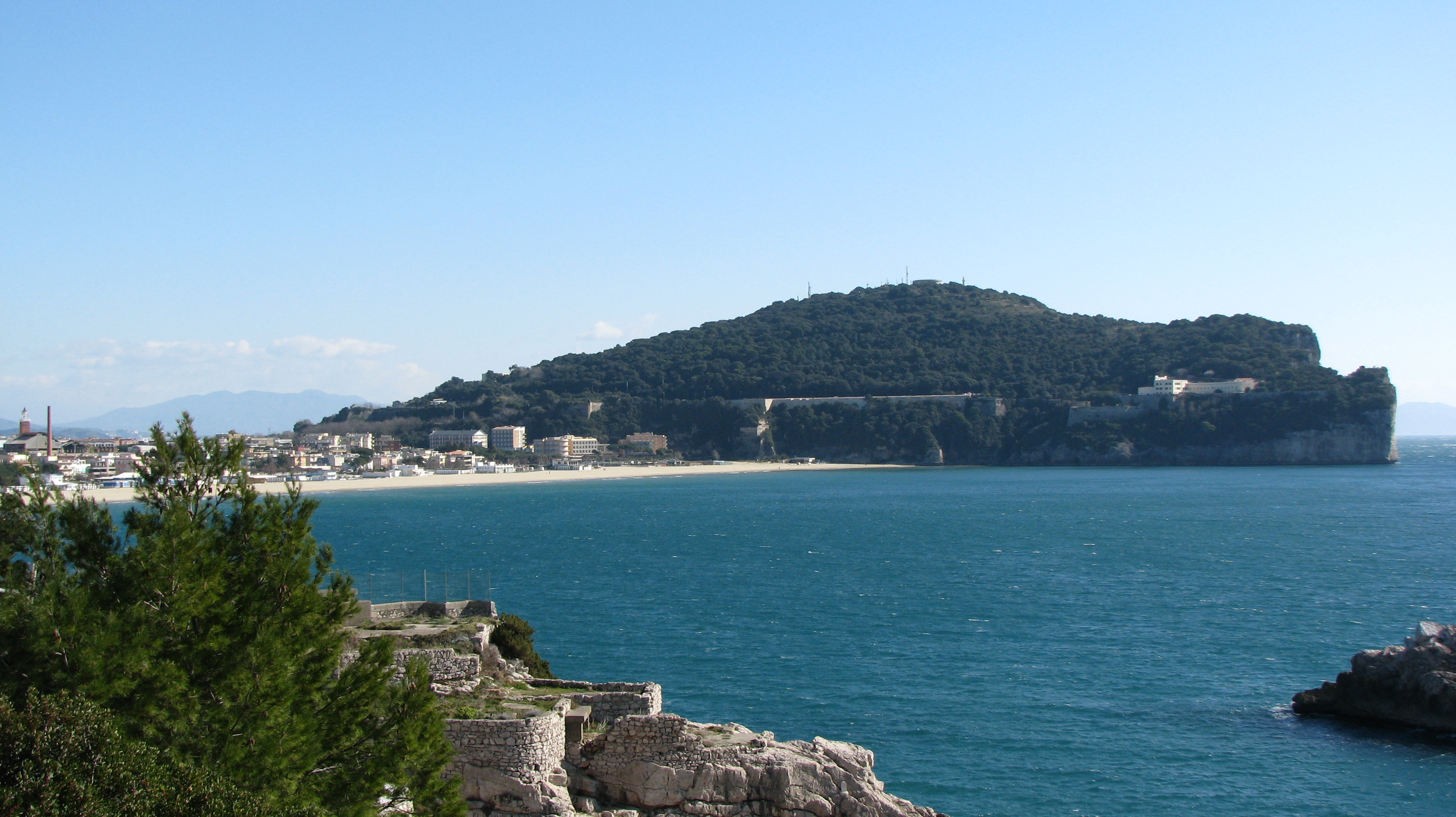
Monte Orlando

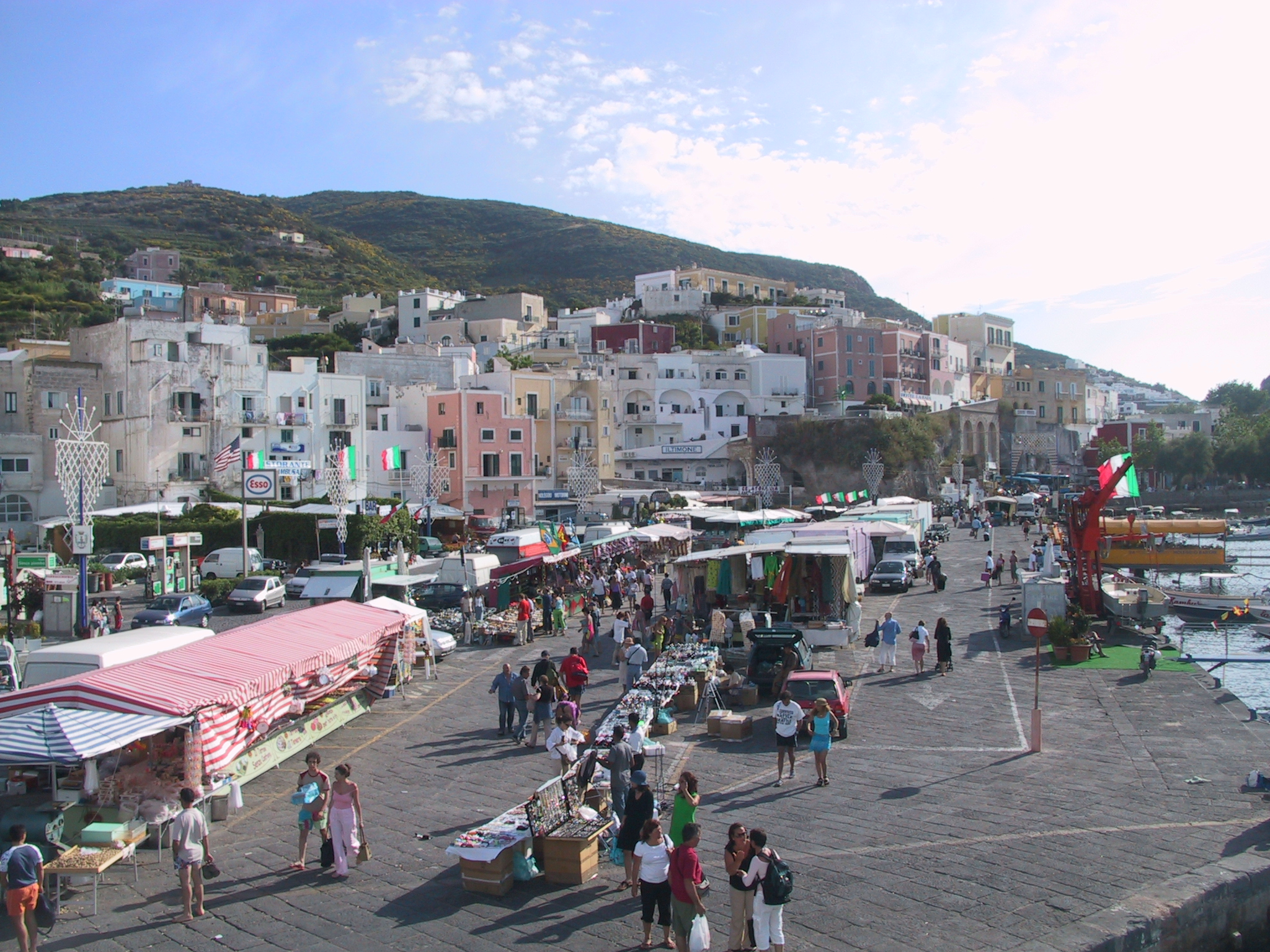
Ponça (Poncianes)

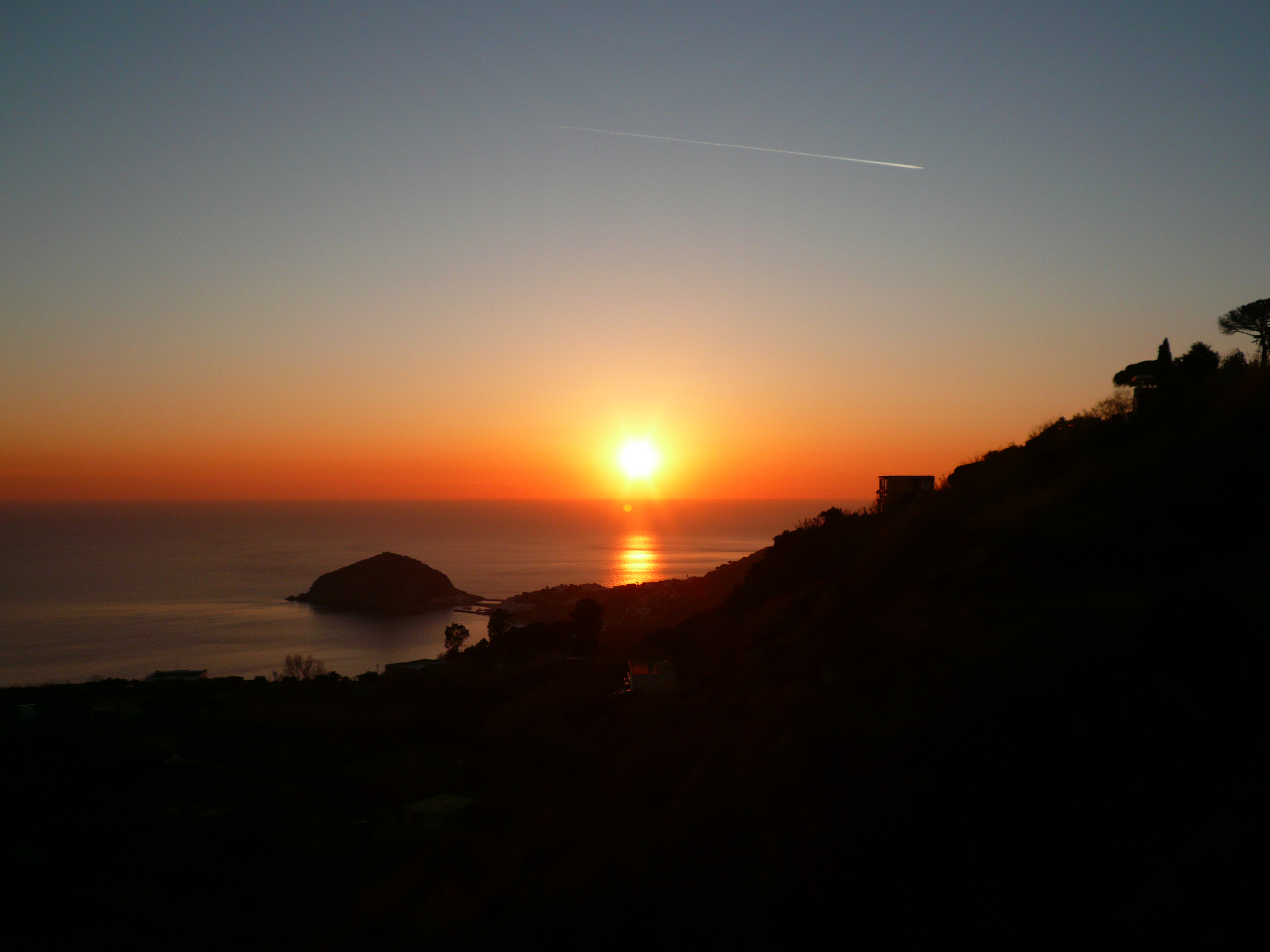
Isquia (Arxipèlag de Campania)

A banda de Còrsega, Sardenya i Sicília, a la Tirrena trobem altres illes, com:
- l'arxipèlag Toscà:[16] Elba, Capraia, Pianosa, Montecristo, Giglio i Giannutri
- les illes Poncianes: Ponça, Gavi, Palmarola, Zannone, Ventotene i Santo Stefano
- l'illa d'Ischia
- l'illa de Capri
- les illes Eòlies: Lipari, Salina, Vulcano, Stromboli, Filicudi, Alicudi i Panarea
- les Ègades: Favignana, Marettimo i Levanzo

### Sortides i connexions amb la Mediterrània
La mar Tirrena connecta amb la resta de la mar Mediterrània mitjançant quatre sortides (de nord a sud):
| Nom                     | Situació                                                                   | Amplada                        | Connecta amb    |
| ----------------------- | -------------------------------------------------------------------------- | ------------------------------ | --------------- |
| canal de Còrsega        | entre la Toscana (Itàlia) i Còrsega 42° 50′ N, 9° 45′ E / 42.833°N,9.750°E | about 80 quilometres (50 mi)   | Mar Lígur       |
| estret de Bonifacio     | entre Còrsega i Sardenya                                                   | 11 quilometres (6.8 mi)        | Mar Mediterrani |
| sense un nom determinat | entre Sardenya i Sicília                                                   | d'uns 290 quilometres (180 mi) | Mar Mediterrani |
| estret de Messina       | entre Sicília i Calàbria, a l'extrem sud de la península Italiana          | 3 quilometres (1.9 mi)         | Mar Jònica      |

## Geologia
El Mar Tirrè és una conca d'arc posterior que es va formar a causa del tall oceanic de la làmina de Calàbria cap al sud-est durant el Neogeni. Episodis de ràpid i lent tall van formar primer la conca de Vavilov i després la conca de Marsili. Volcans submarins i, i el volcà, actualment actiu, Stromboli es van formar perquè el retrocés del tall produeix extensió en la placa sobreimpresa que permet que el mantell pugi sota la superfície i es fongui parcialment. El magmatisme aquí també es veu afectat pels fluids alliberats de la làmina.

## Clima
Aquesta part del mar Mediterrani té un clima mediterrani subtropical amb un estiu calorós i sec i un hivern suau i plujós. En general, les precipitacions disminueixen de nord a sud i la temperatura mitjana augmenta, tant a l'aigua com a l'aire. Les temperatures de l'aigua de la capa d'aigua més alta del mar Tirrè són d'uns 13 graus centígrads a l'hivern i s'eleven a uns 23 a 24 graus centígrads a l'estiu.
El mar Tirrè, que és profund i ample -en comparació amb l'Adriàtic, per exemple- exerceix una influència moderadora sobre el clima continental, de manera que els estius aquí són una mica més frescos i els hiverns una mica més càlids que a altres zones del Mediterrani. Les costes continentals italianes són comparativament plujoses, atès que les masses d'aire humit del mar Tirrè són aturades aquí pels Apenins. Sardenya i Sicília, en canvi, es troben entre les regions més seques d'Itàlia. Sicília també és la regió més calorosa, amb temperatures mitjanes d'hivern que no baixen dels 10 graus centígrads a Sicília i Calàbria.

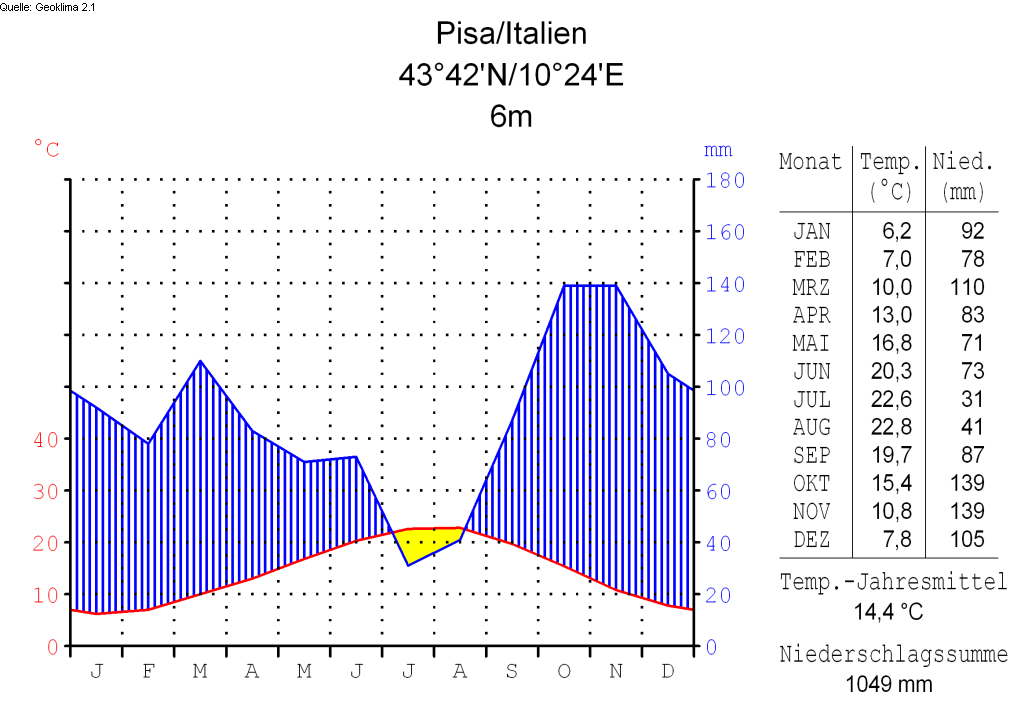
Digrama climàtic de Pisa
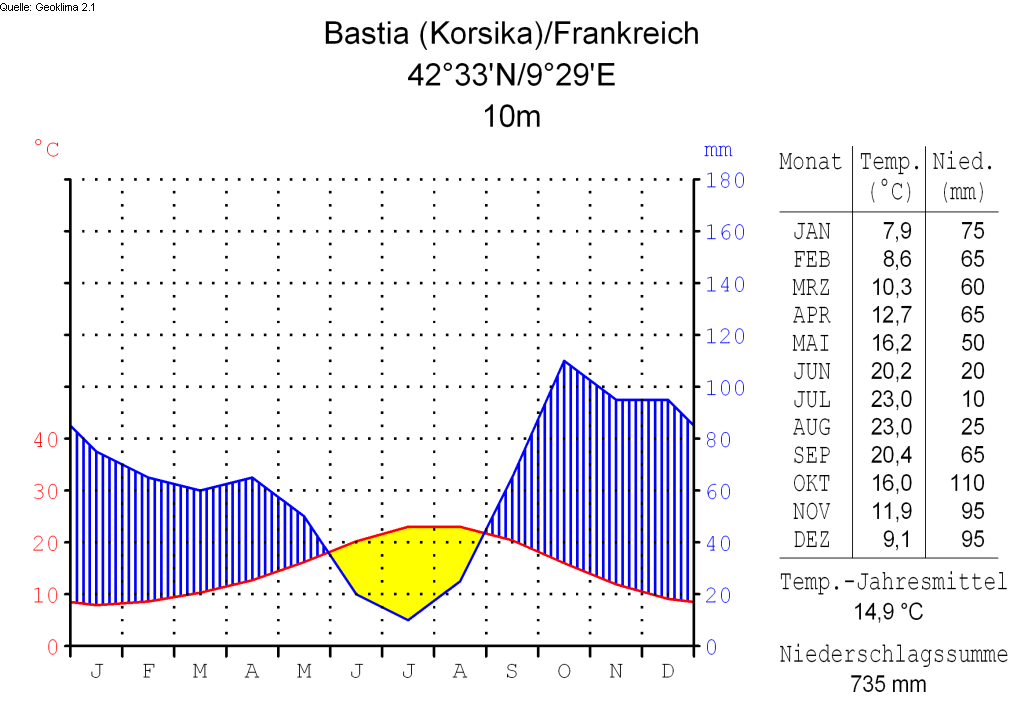
Digrama climàtic de Bastia
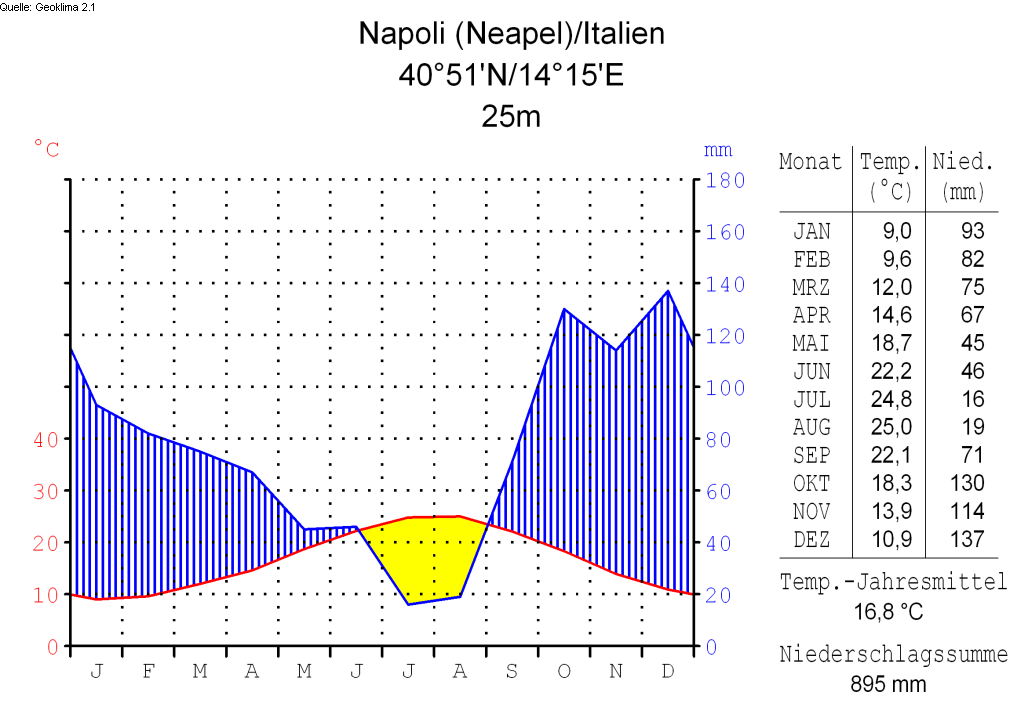
Digrama climàtic de Neapel
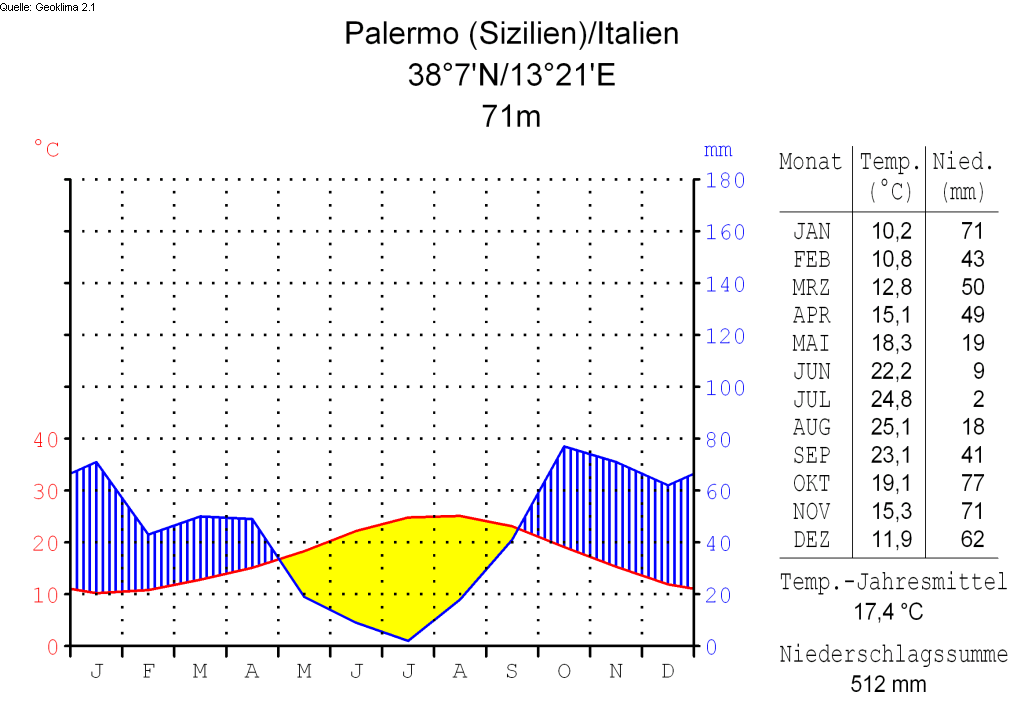
Digrama climàtic de Palerm

A diferència de les altres zones de la Mediterrània occidental, el mar Tirrè no té una direcció del vent clarament dominant. Els vents del nord-oest són els més freqüents durant els mesos d'estiu, els vents de l'oest són gairebé tan habituals i els vents del sud-oest, sud i sud-est també són presents regularment. En general, els vents són força febles a l'estiu i el mar és propens a les calmades freqüents.
Al mar Tirrè del Sud el llebeig procedent del desert deñ Sàhara té un paper important. A l'hivern i la primavera, el mestral bufa des del nord-oest, la qual cosa amplifica la velocitat del vent i estableix una direcció del vent dominant. En comparació amb el mar del Nord, per exemple els vents al mar Tirrè són febles, les tempestes són més curtes i menys intenses. Només en esdeveniments singulars com la tempesta de l'11 de gener de 1987 les tempestes deixen enrere destrucció a les costes.

### Vents
A la mitologia grega, se creia que els penya-segats que donen a la Mar Tirrena acollien els quatre vents guardats per Èol. Els vents són el Mestral provinent de la vall del Riu Roine, el Llebeig del sud-oest i el Xaloc i el Migjorn del sud.

## Ports principals
- a la península Italiana, de nord a sud: Civitavecchia (port de Roma), Nàpols i Salern; també Reggio de Calàbria, que es troba a l'estret de Messina, a mig camí entre les mars Tirrena i Mediterrània
- a Còrsega: Bastia
- a Sardenya: Càller i Òlbia
- a Sicília: Palerm i Trapani, i Messina a l'estret de Messina

## Principals llocs turístics

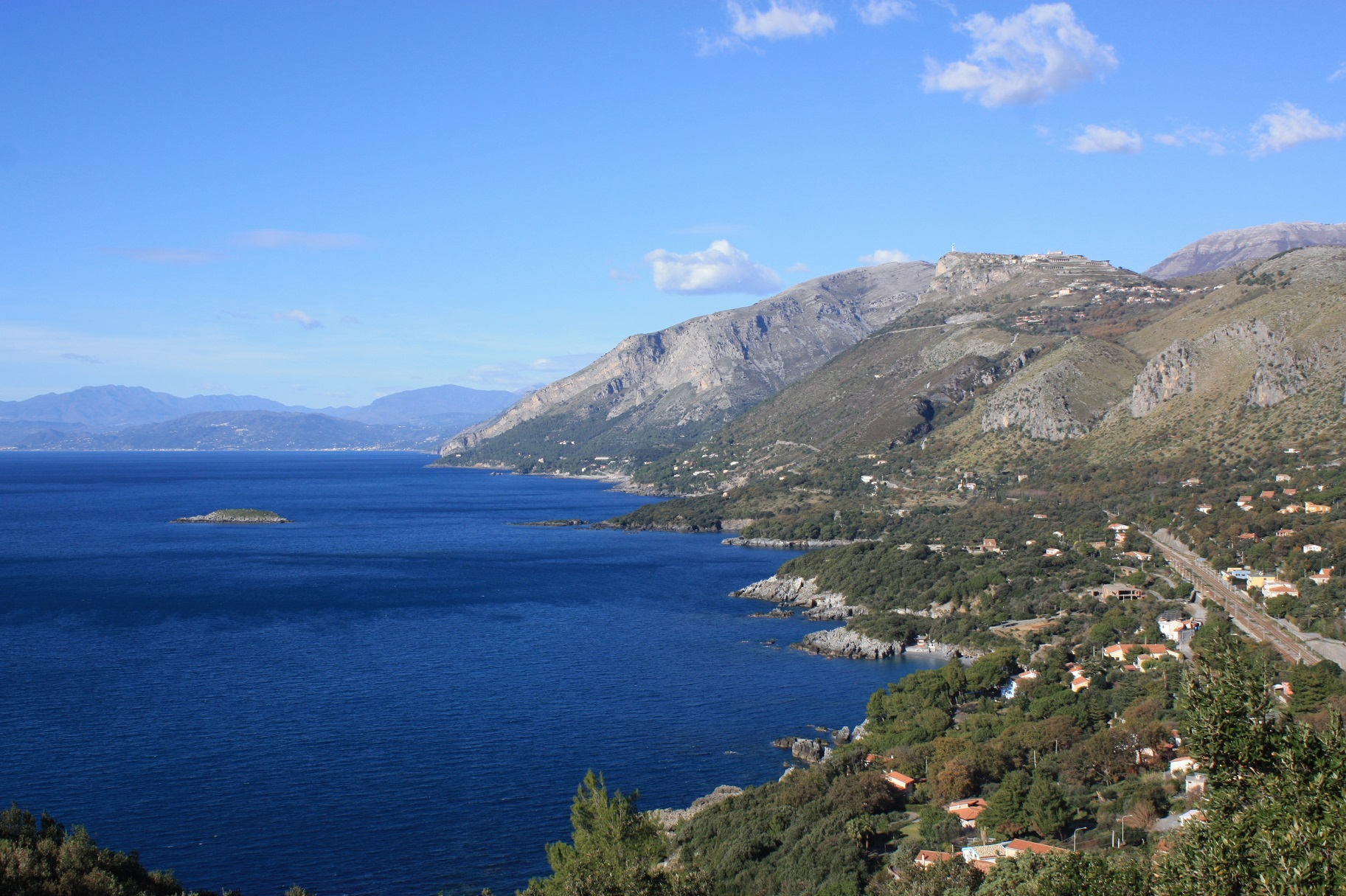
Maratea (golf de Policastro)

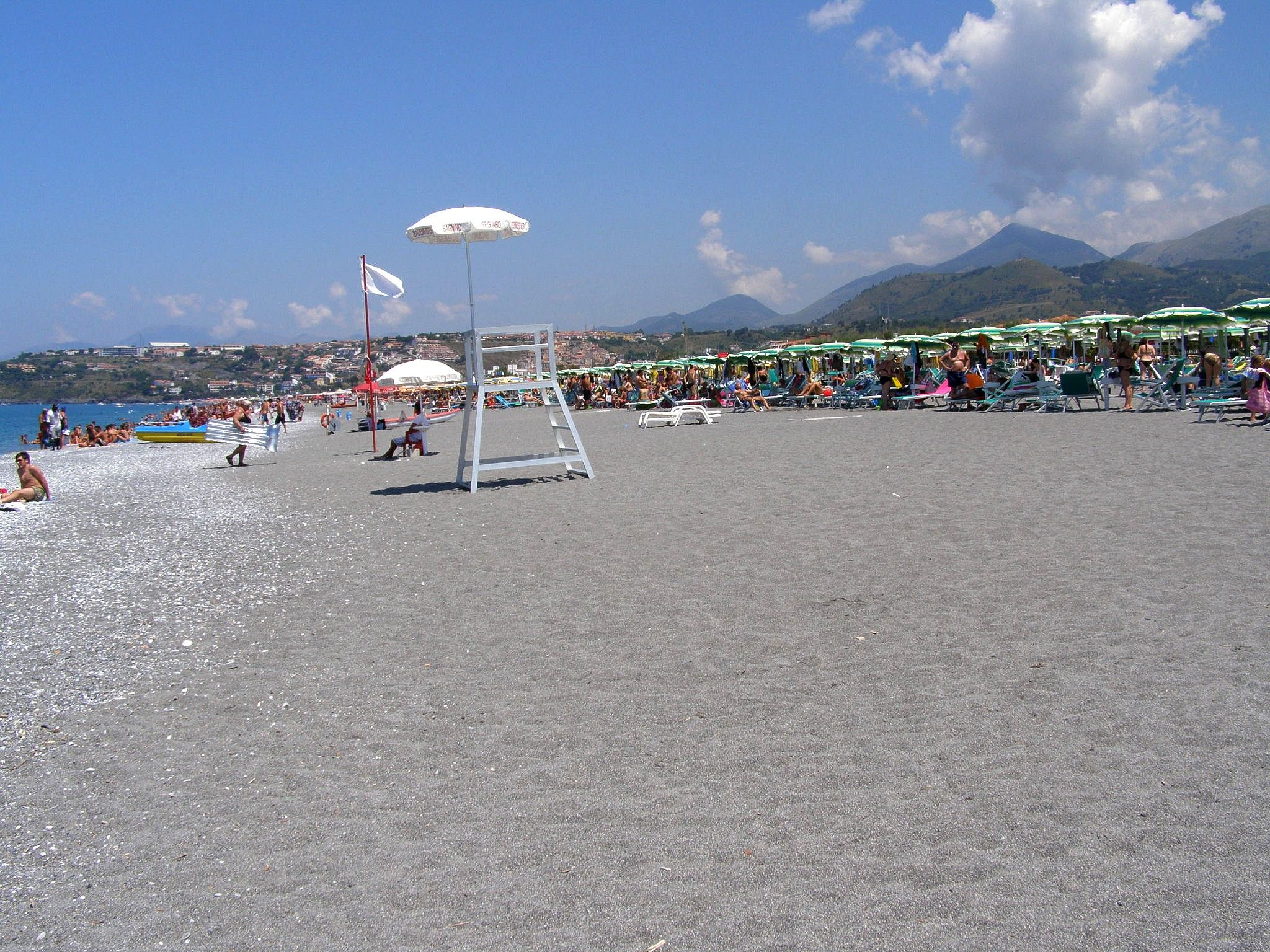
Scalea

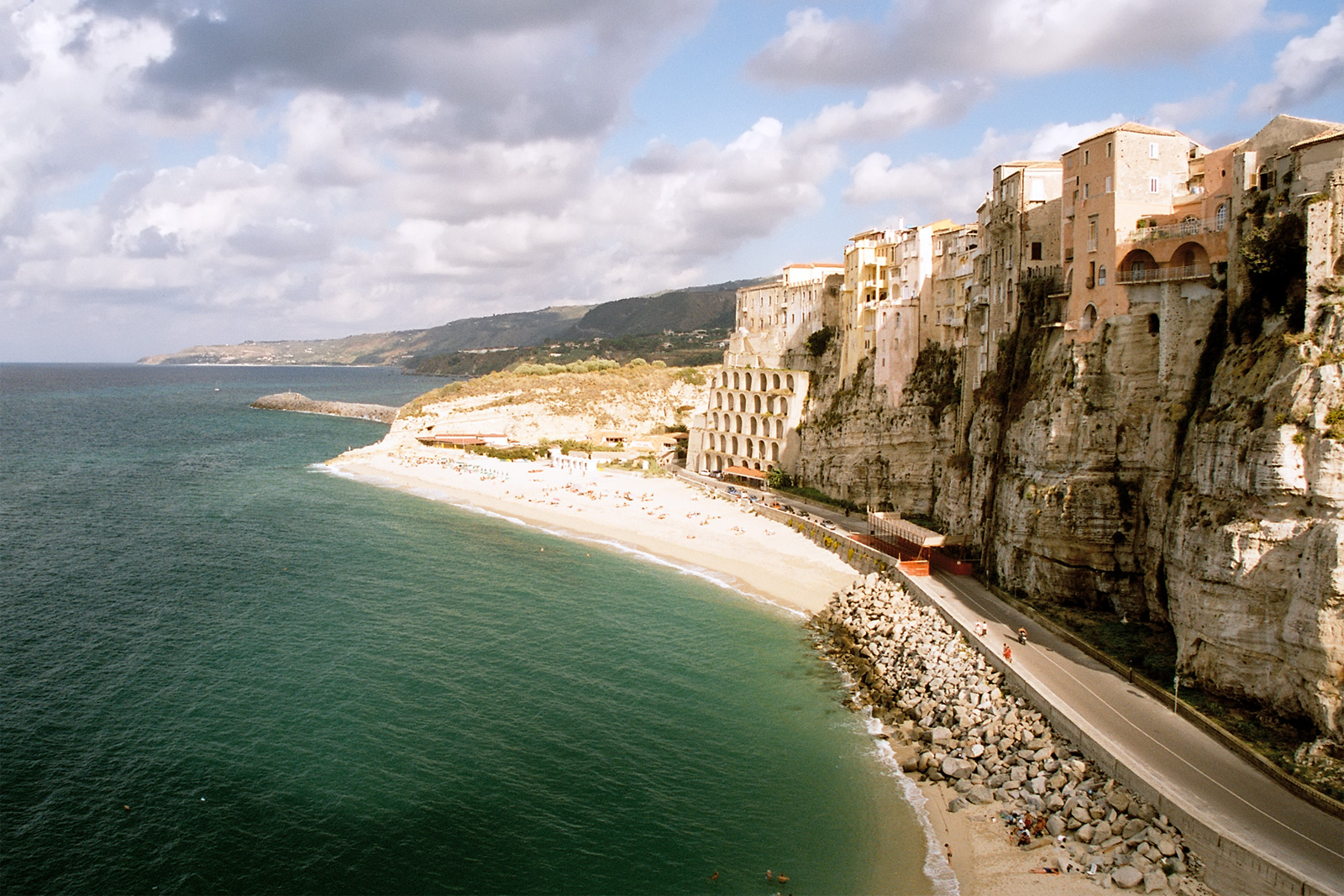
Tropea

- Costa Smeralda
- Castellammare del Golfo
- San Vito Lo Capo
- Arcipelago di La Maddalena
- Porto Cervo
- Porto Rotondo
- Villasimius
- Costa Rei
- Arcipelago toscano
- Follonica
- Orbetello
- Santa Marinella
- Ladispoli
- Anzio
- Nettuno
- Sabaudia
- San Felice Circeo
- Terracina
- Sperlonga
- Gaeta
- Baia Domizia
- Mondragone
- Isola d'Ischia
- Capri
- Sorrento
- Positano
- Amalfi
- Vietri sul Mare
- Paestum
- Agropoli
- Castellabate
- Palinuro
- Policastro Bussentino
- Sapri
- Maratea
- Scalea
- Diamante
- Pizzo Calabro
- Tropea
- Scilla
- Isole Eolie
- Favignana
- Ustica

## Galeria d'imatges

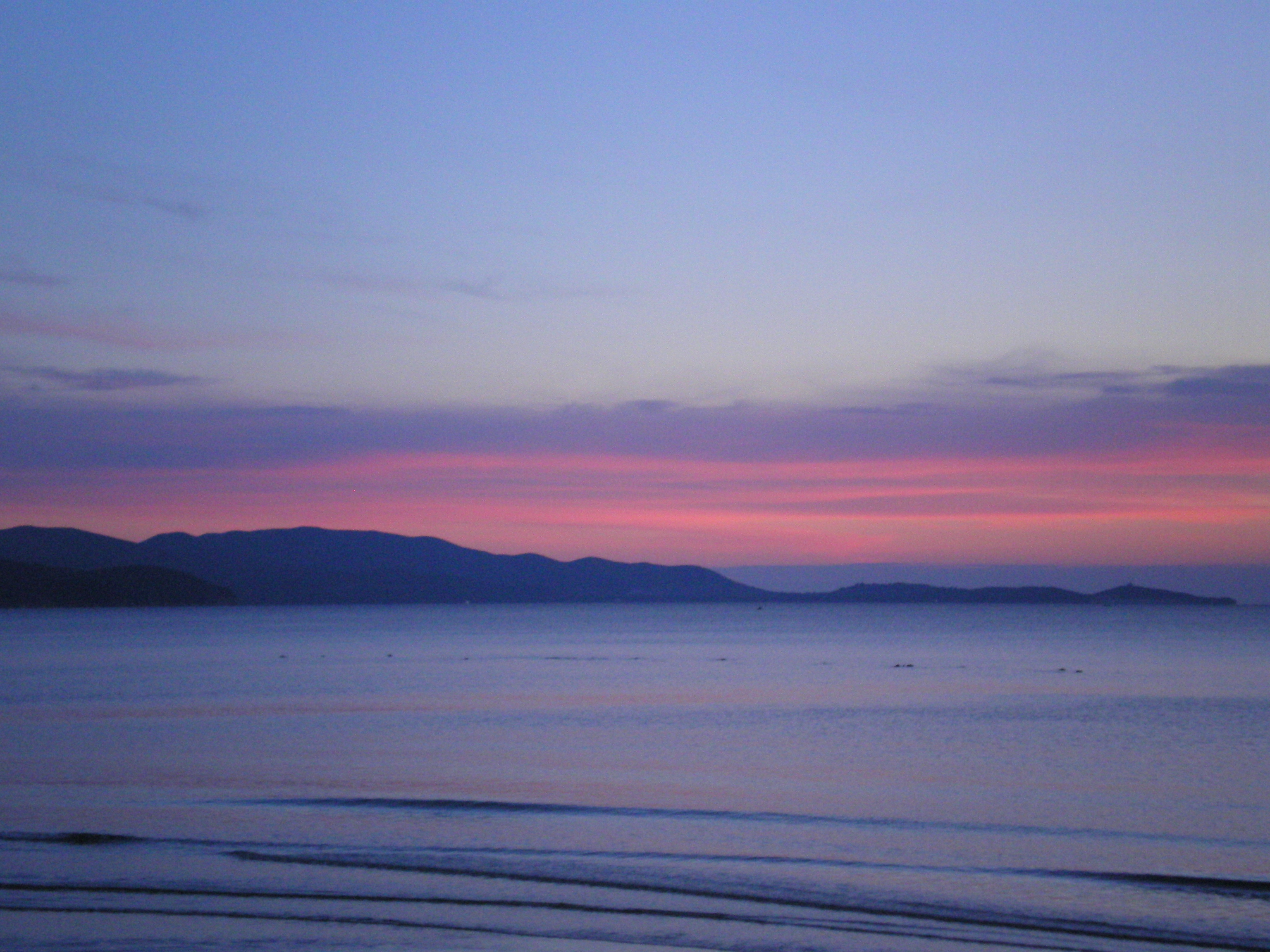
Golf de Follònica
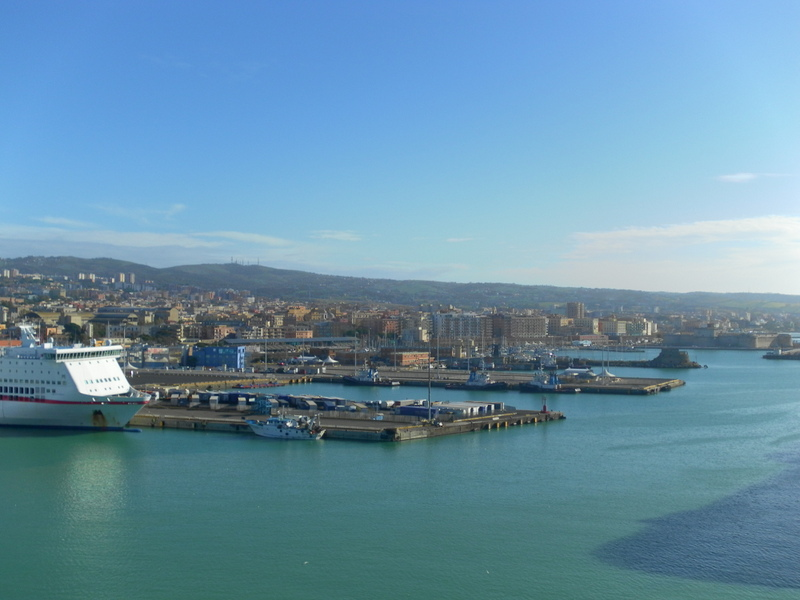
Civitavecchia
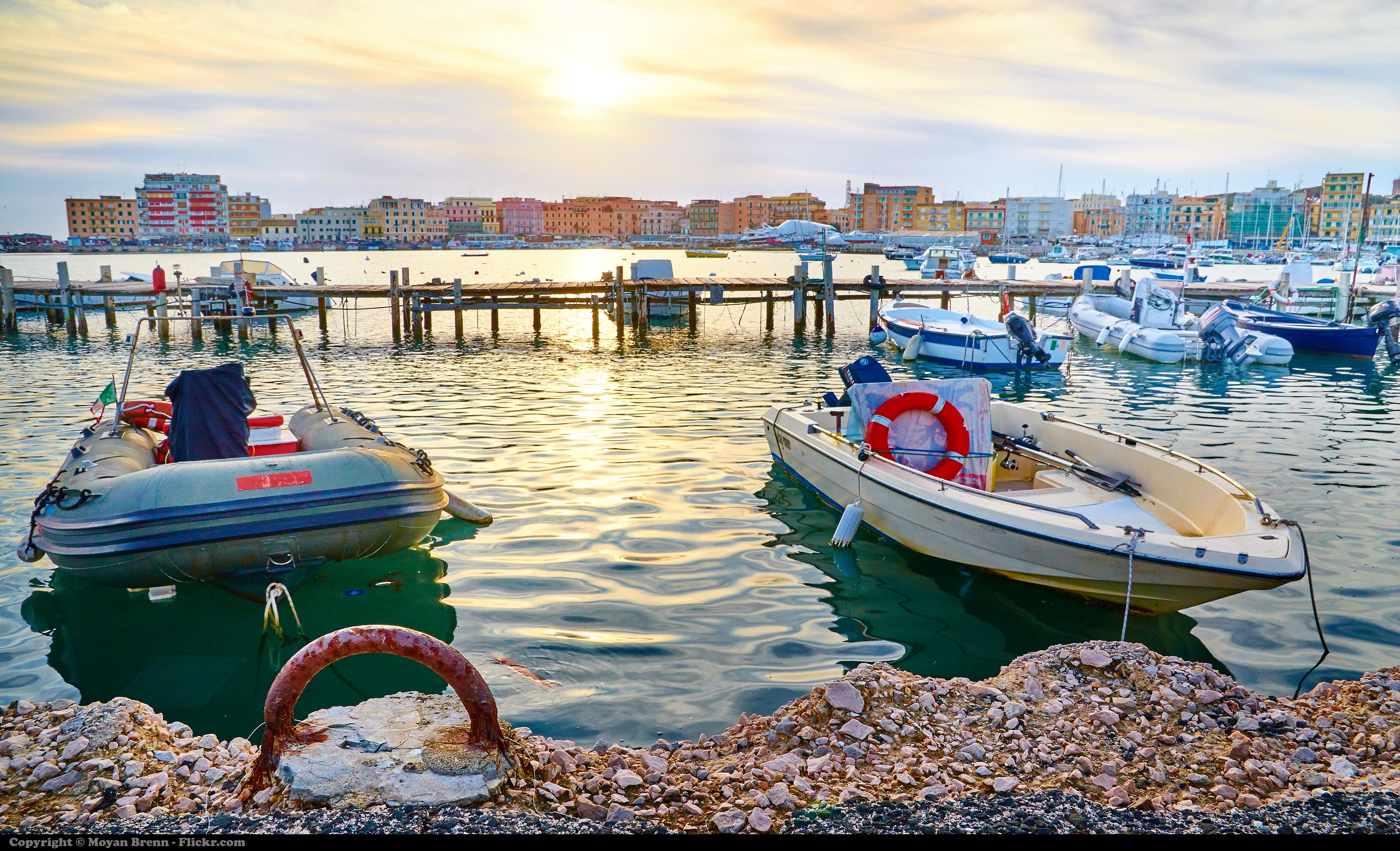
Anzio - Nettuno
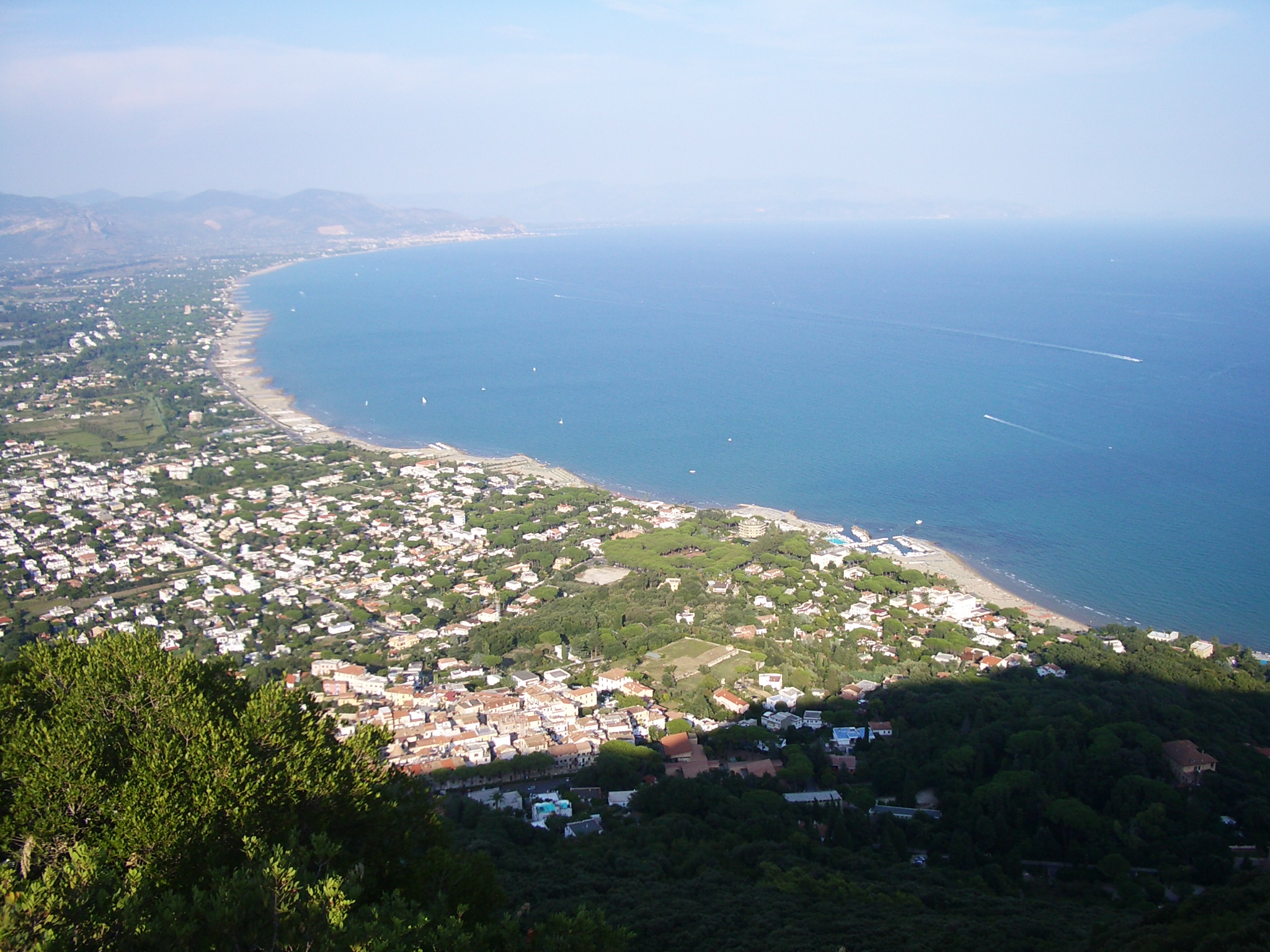
San Felice Circeo
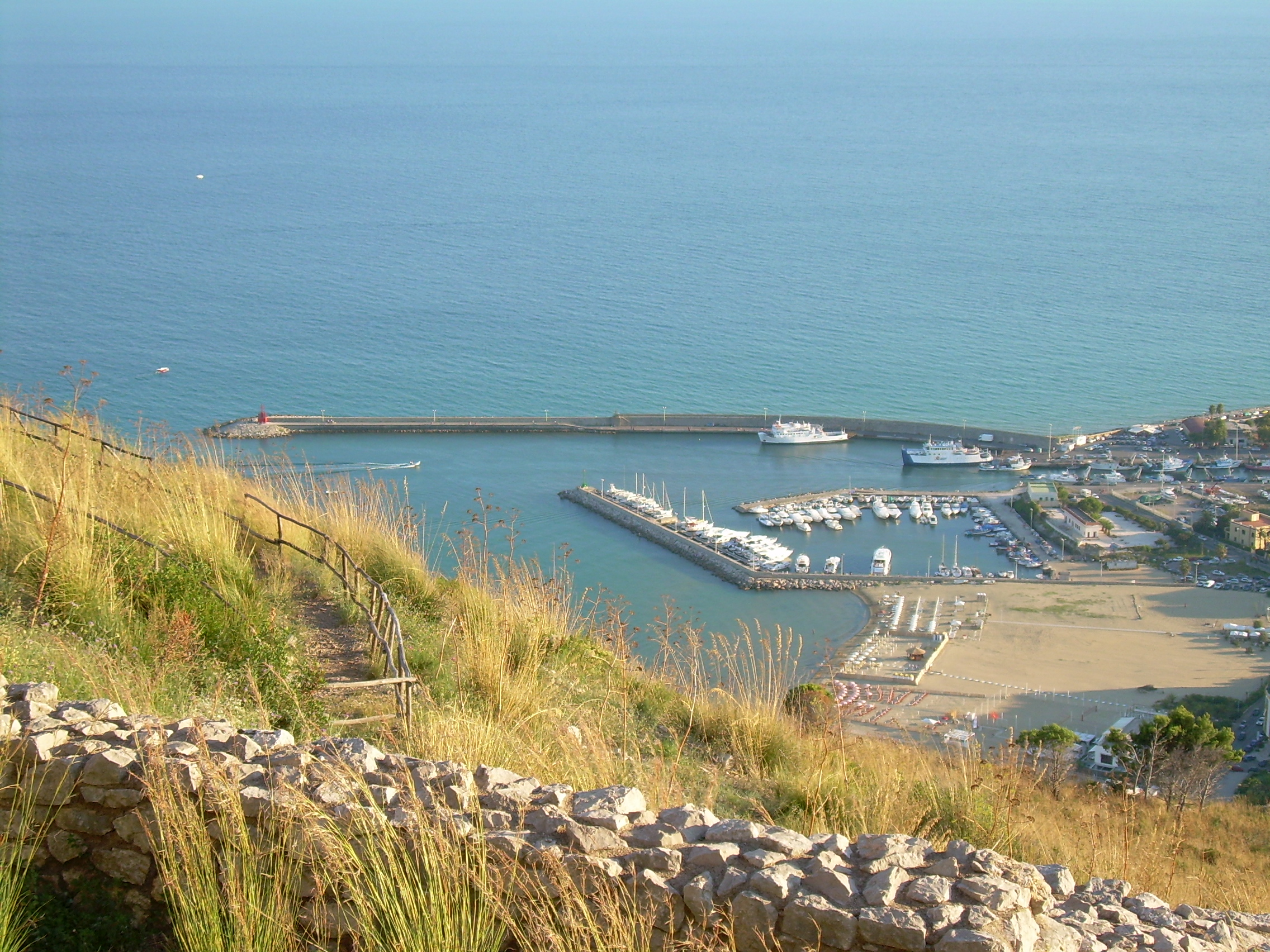
Terracina
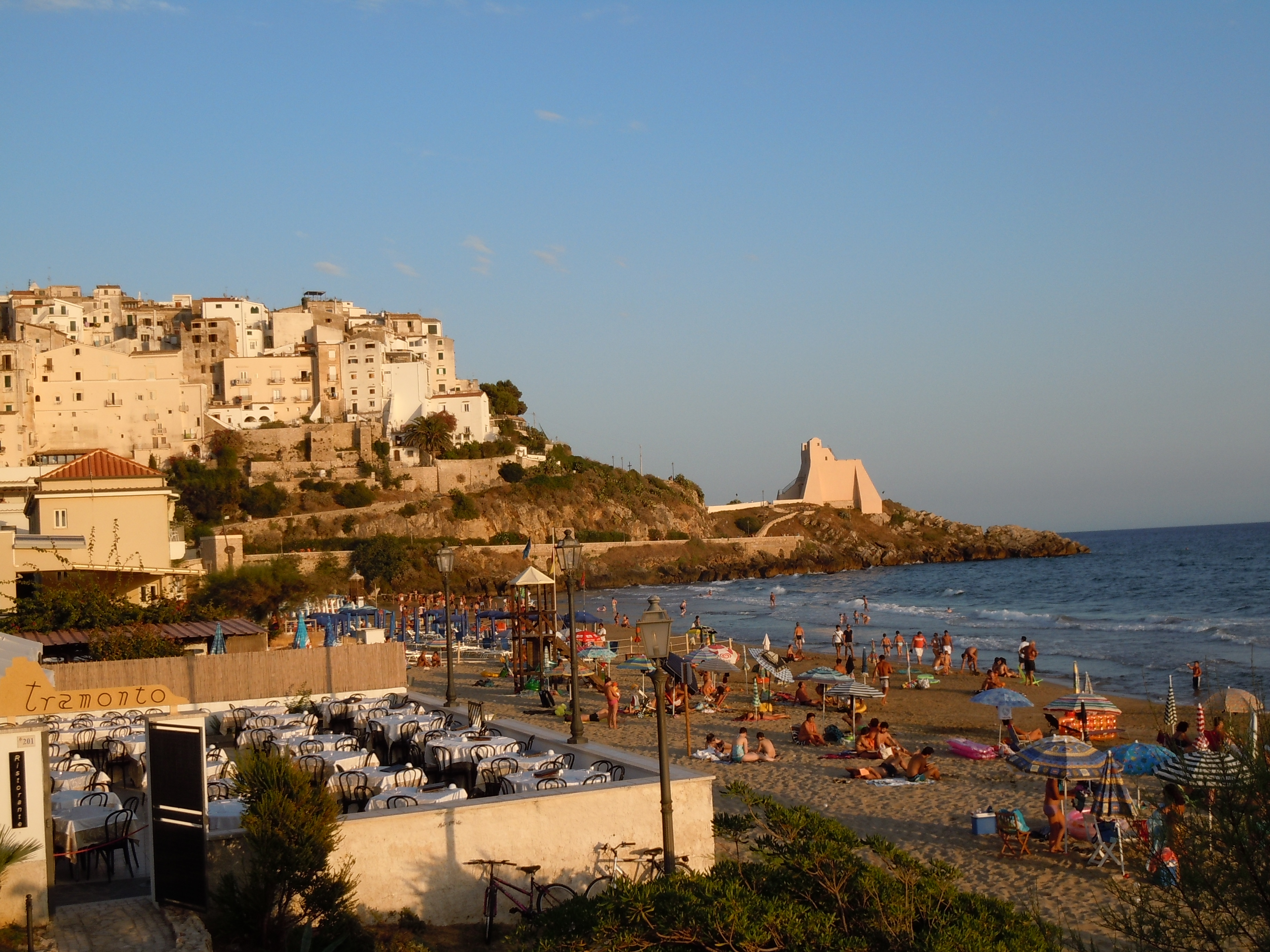
Sperlonga
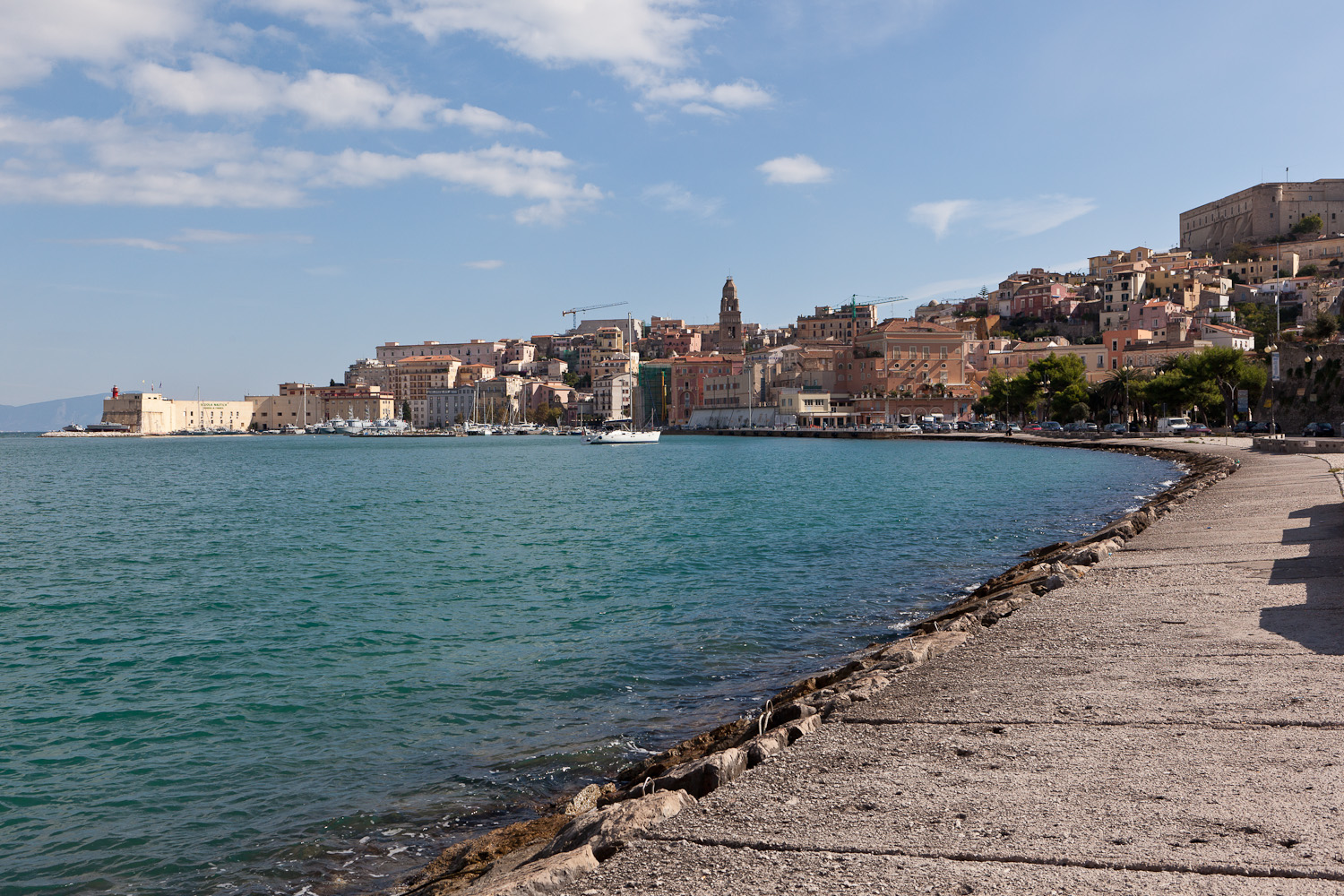
Gaeta
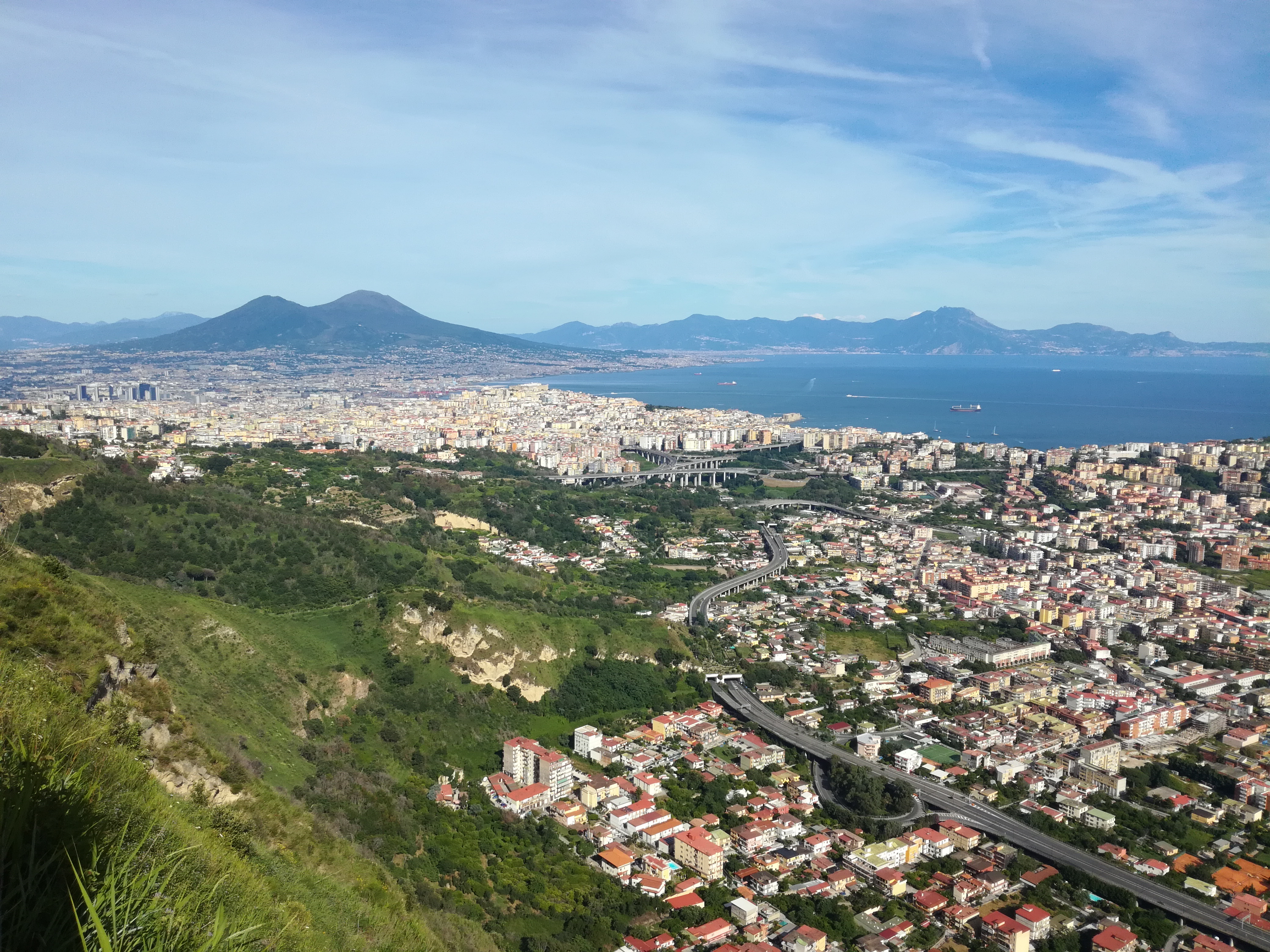
Nàpols
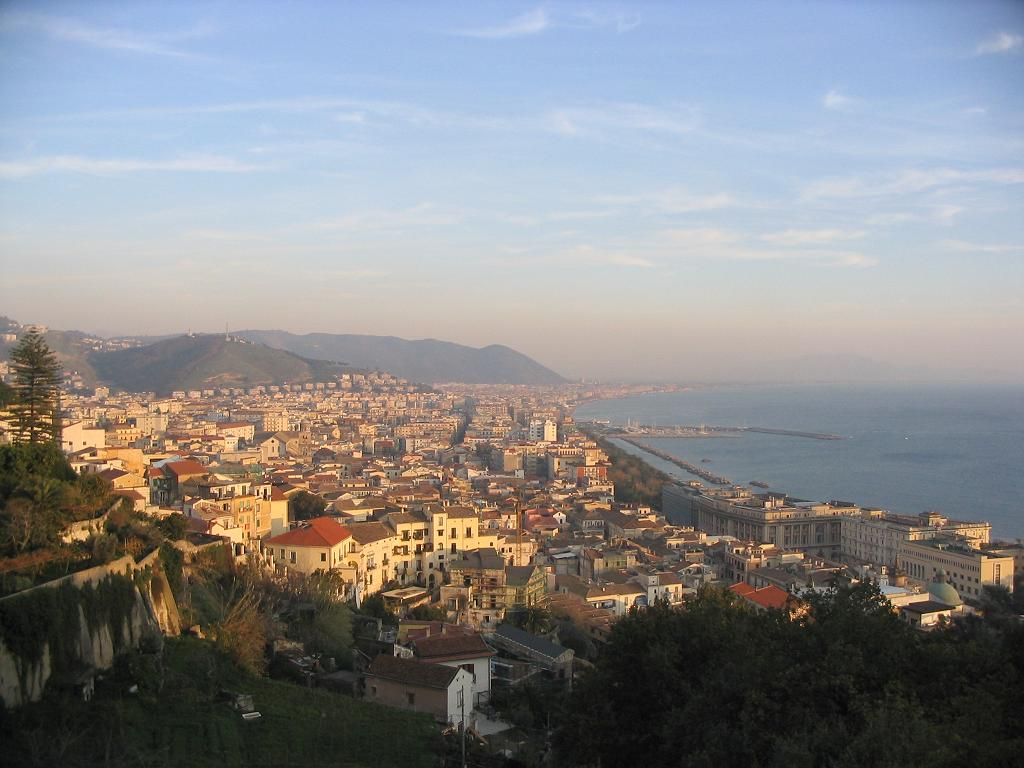
Salern
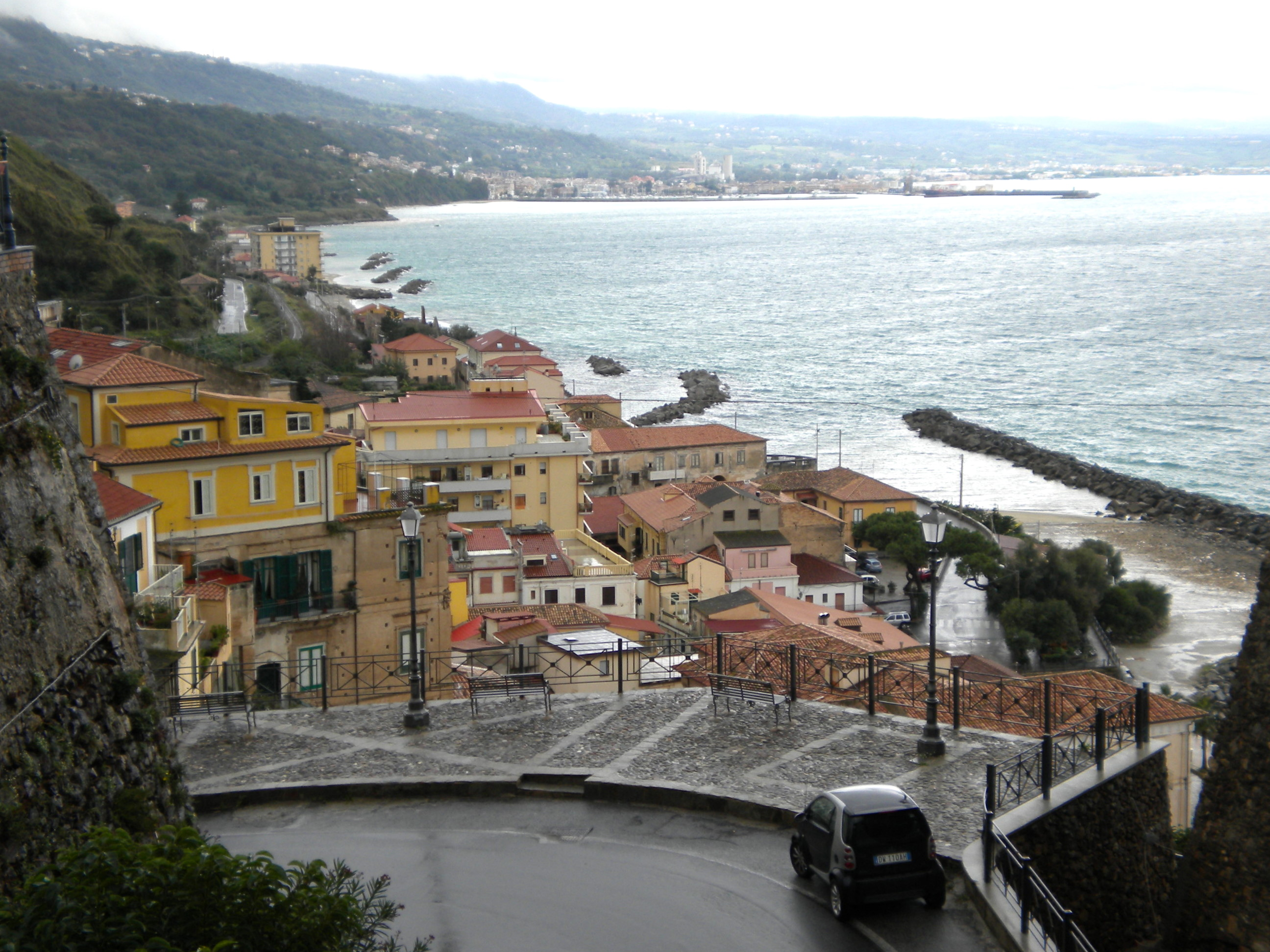
Pizzo
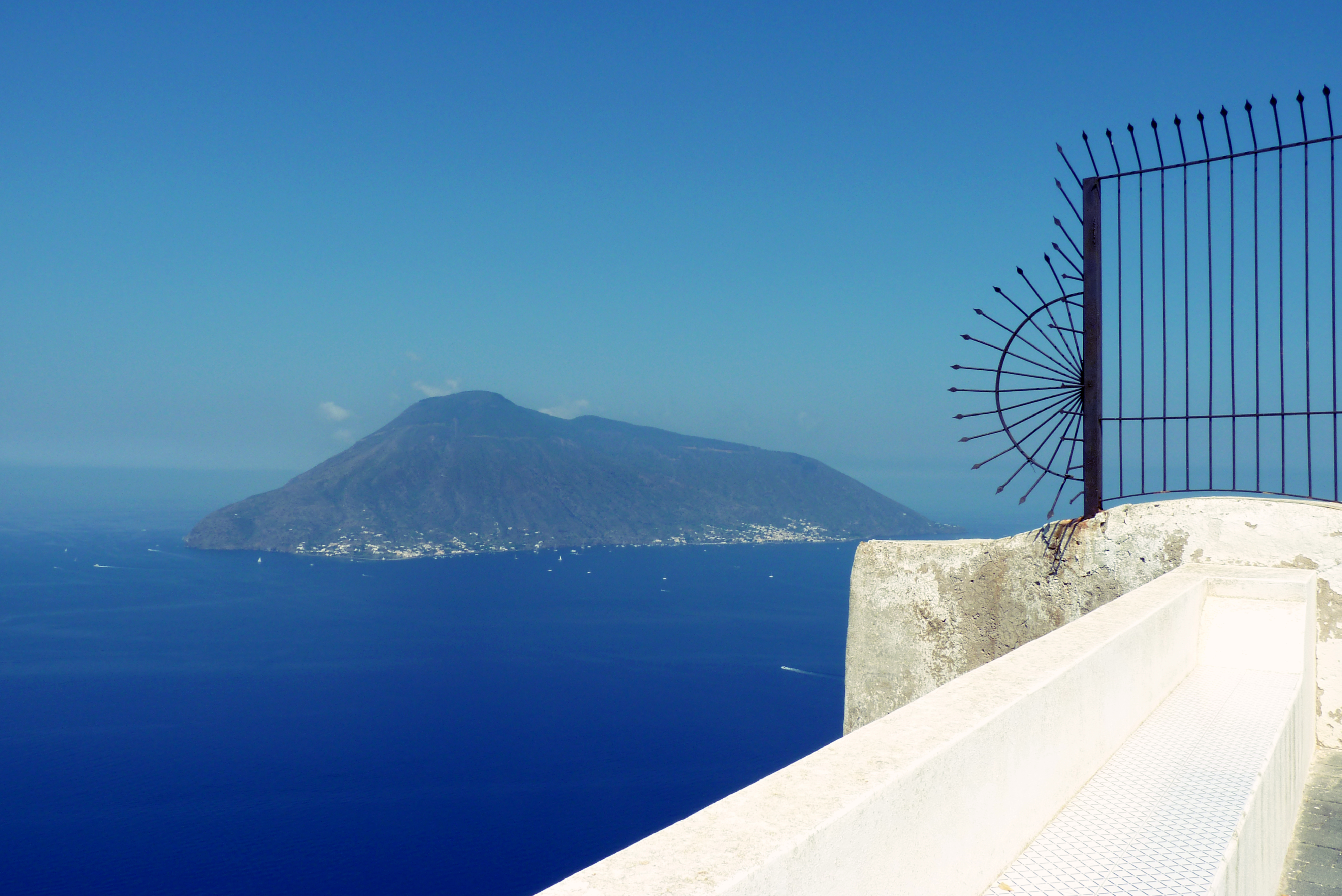
Illes Eòlies
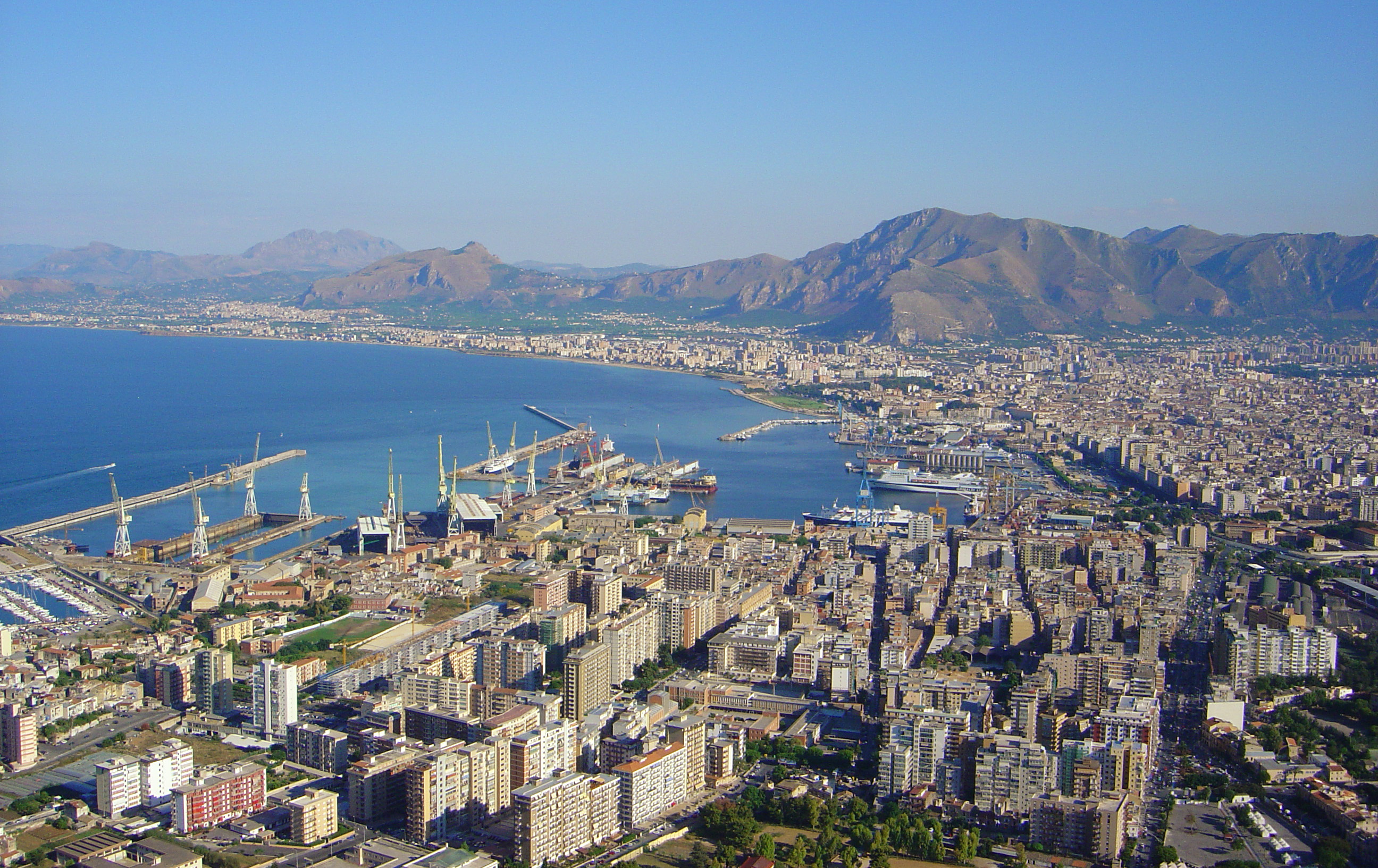
Palerm
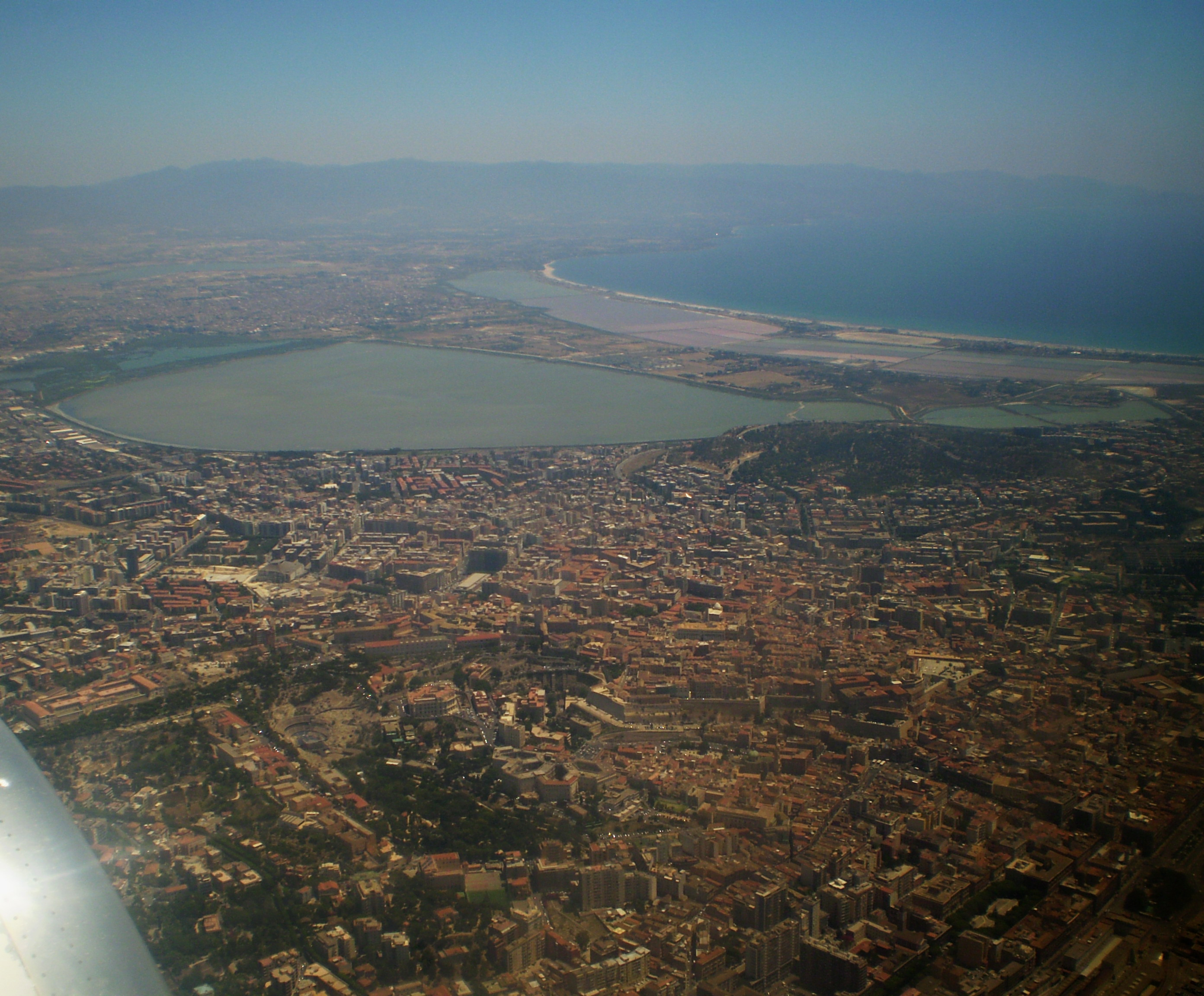
Càller
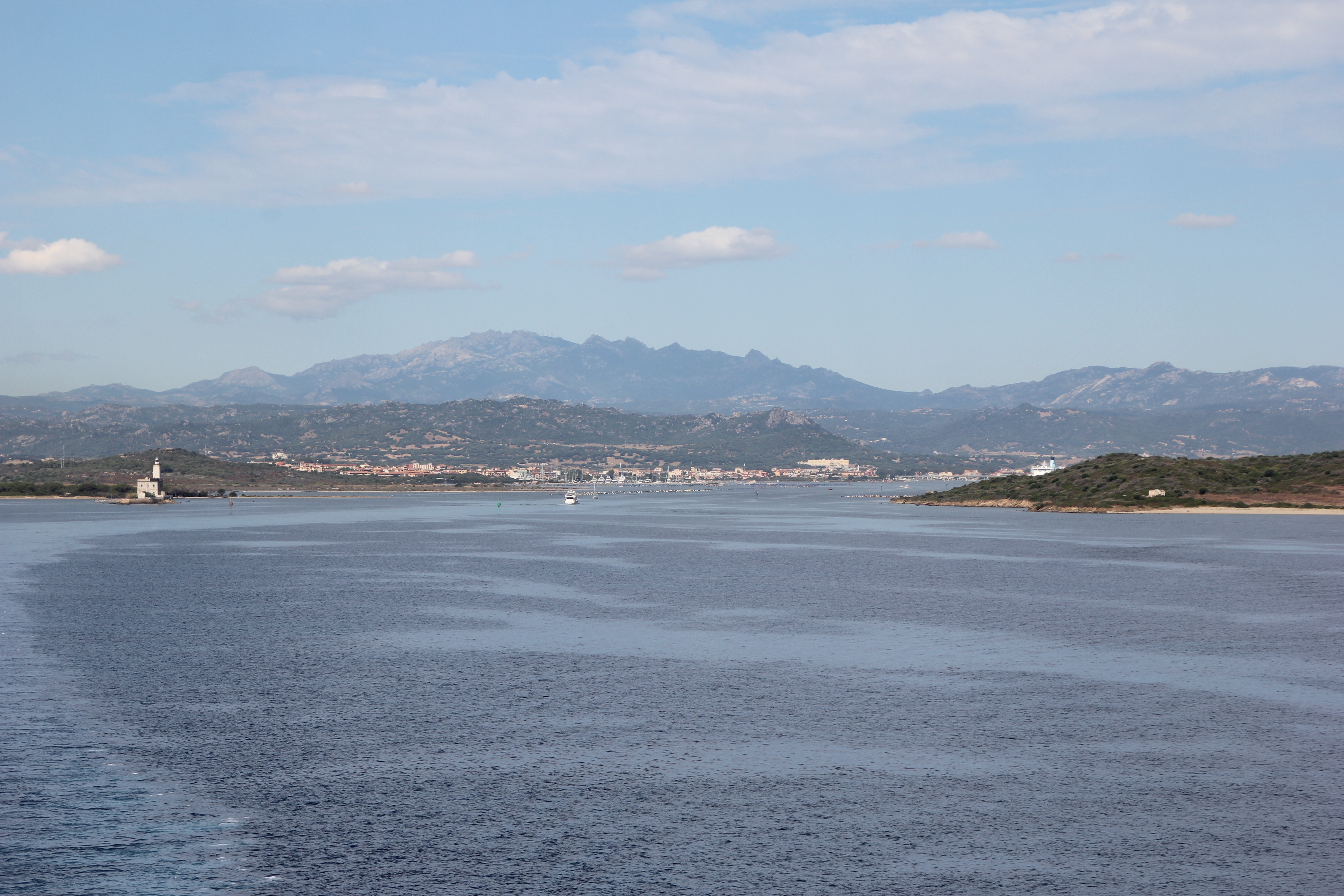
Golf d'Òlbia